# Duomo di Ancona
Il duomo di Ancona è dedicato a san Ciriaco ed è la cattedrale metropolitana dell'arcidiocesi di Ancona-Osimo. È una chiesa medioevale in cui lo stile romanico si fonde con quello bizantino, evidente nella pianta e in molte decorazioni. Sorge in scenografica posizione sulla sommità del Colle Guasco, già occupata dall'acropoli della città greco-dorica, da dove domina tutta la città di Ancona e il suo golfo.
Nel maggio del 1926 papa Pio XI l'ha elevata alla dignità di basilica pontificia. Dal 1940 è monumento nazionale.
Il 30 maggio 1999 si è festeggiato il millenario della dedica della cattedrale, con la visita nel capoluogo dorico di papa Giovanni Paolo II.
All'interno del Duomo è custodito il quadro della Madonna Regina di tutti i Santi, oggetto di particolare devozione in ricordo di un evento che la chiesa cattolica reputa prodigioso, denominato Miracolo mariano di San Ciriaco. 

## Storia

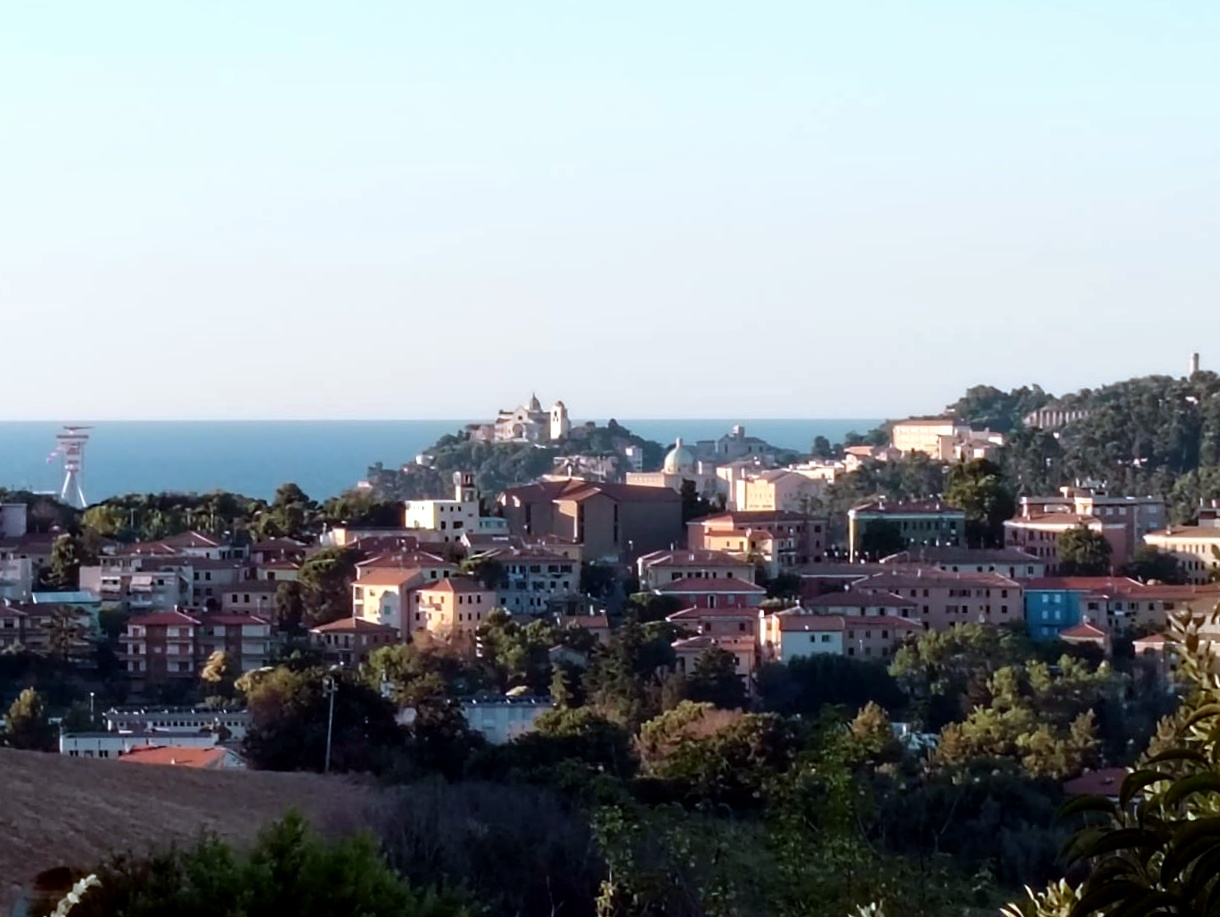
Il Duomo, essendo situato al vertice del promontorio di Ancona e in cima al colle Guasco, è visibile da gran parte del territorio cittadino - qui è ripreso dal rione periferico del Pinocchio

L'edificio del Duomo ha una storia di più di 2000 anni, in cui si possono distinguere quattro fasi principali, elencate di seguito.
- IV-II secolo a.C. - Tempio di Afrodite (detto "di Venere" in epoca romana), sui cui resti sorge la crociera  e il braccio sinistro della chiesa attuale.
- V secolo d.C. - Basilica di San Lorenzo, sorta sui resti del tempio antico, sullo stesso perimetro.
- XI secolo d.C. - La basilica di San Lorenzo diventa cattedrale e viene ampliata; costituisce il transetto della chiesa attuale. Con la traslazione del corpo di San Ciriaco, la chiesa cambia nome e prende il titolo attuale.
- XII-XIII secolo d.C. - Trasformazione della pianta in croce greca con cupola centrale. Con modifiche minori effettuate nei secoli successivi (principalmente la costruzione del coro e delle due adiacenti cappelle), fondamentalmente questa fase ci ha dato l'edificio che si vede oggi.

Nelle sezioni seguenti si esaminano queste fasi una alla volta.

### Il tempio di Afrodite
(Giovenale, satira 4, 40)
(Catullo, carme 36, 11-14)

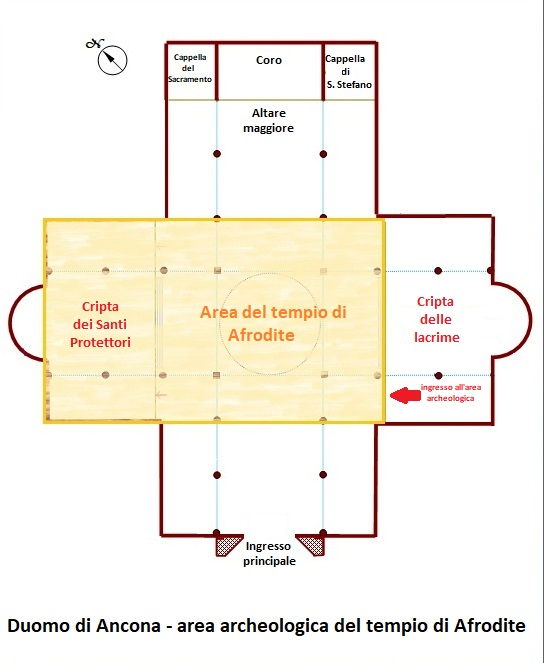
Pianta del Duomo - in giallo è evidenziata l'area archeologica del tempio di Afrodite.

Secondo la tradizione storiografica, che è basata sulle citazioni riportate sopra, i dori siracusani, fondatori della colonia greca di Ankón (l'attuale Ancona), eressero nell'acropoli della nuova città un tempio dedicato ad Afrodite, nel luogo in cui nel Medioevo sorse il Duomo. Il tempio è identificato con quello rappresentato nella scena 59 della Colonna Traiana.
In particolare, il carme 36 di Catullo, da cui è riportato il brano sopra, ci presenta, quasi come in un inno cletico, i luoghi che fin dall’età arcaica furono sedi del culto di Afrodite, diffusosi lungo le antiche rotte di navigazione dall'oriente verso l'occidente. Sono così citate dal poeta le città di Cnido, in Asia Minore, di Idalio, Golgi ed Amatunte, nell'isola di Cipro, ed infine di Urio, Ancona e Durazzo, sulle coste adriatiche. Ancona rientra dunque tra le città mediterranee più note nell'antichità per il culto di Afrodite. È interessante notare che, nella versione originale del carme di Catullo, il termine Ancona è un accusativo con desinenza greca; in latino, e specialmente in poesia, il nome della città è sentito come un termine greco e ciò ne influenza la declinazione.

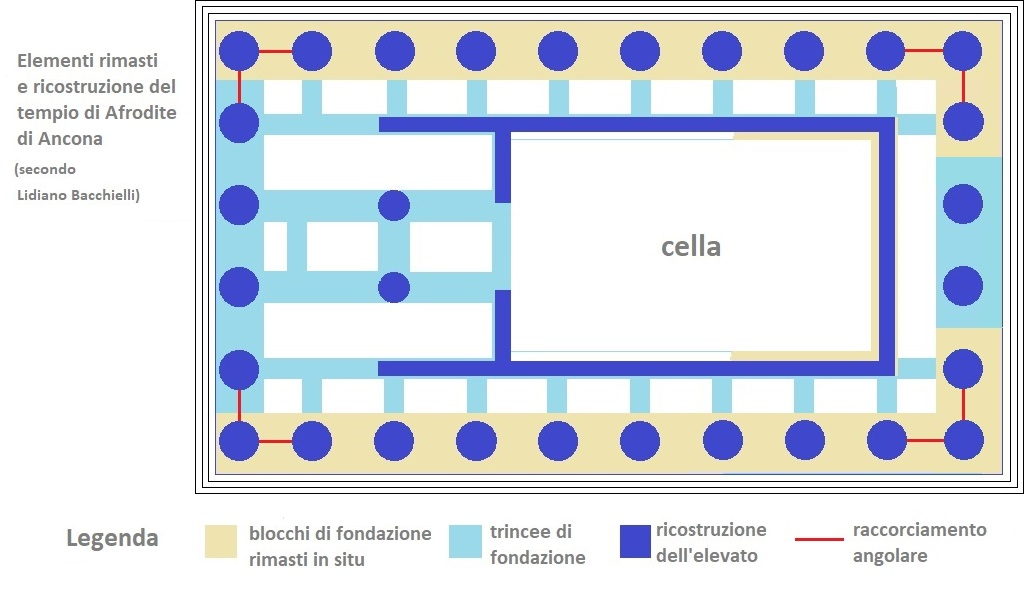
Resti e ricostruzione del tempio di Afrodite, secondo Lidiano Bacchielli: di ordine dorico e dunque con crepidine.

Il passo di Giovenale, invece, ci informa sulla localizzazione del tempio, dominante sul mare: in questo senso si deve intendere l'espressione "che la dorica Ancona innalza".
L'antico edificio, del quale furono rinvenute le fondazioni sotto al Duomo, aveva una pianta corrispondente a quella del transetto della chiesa attuale. Tali fondazioni sono costituite da blocchi di arenaria sovrapposti; quelle perimetrali compongono un rettangolo di metri 19 X 32, hanno una larghezza di metri 2,50 e sono conservate per un'altezza massima di circa due metri. Parallele ed interne a questo rettangolo, e con pianta a Π (pi greco), sono rimaste tracce della fondazione della cella. Non tutti i blocchi di arenaria delle fondazioni si sono ritrovati; dove essi mancano, sono comunque rimaste le trincee ove erano allocati, cosa che permette di ricostruire tutto il sistema fondante del tempio e di formulare ipotesi ricostruttive del suo aspetto originario. Importante, a tal proposito, è la presenza di trincee di collegamento tra le fondazioni esterne e quelle interne, che permette di risalire al numero delle colonne di ogni lato. 
Secondo le ipotesi comunemente accettate, l'edificio sacro era un periptero esastilo con l'ingresso rivolto verso sud-est, ossia verso la città e la strada di accesso all'acropoli.

#### Le ipotesi ricostruttive del Tempio di Afrodite

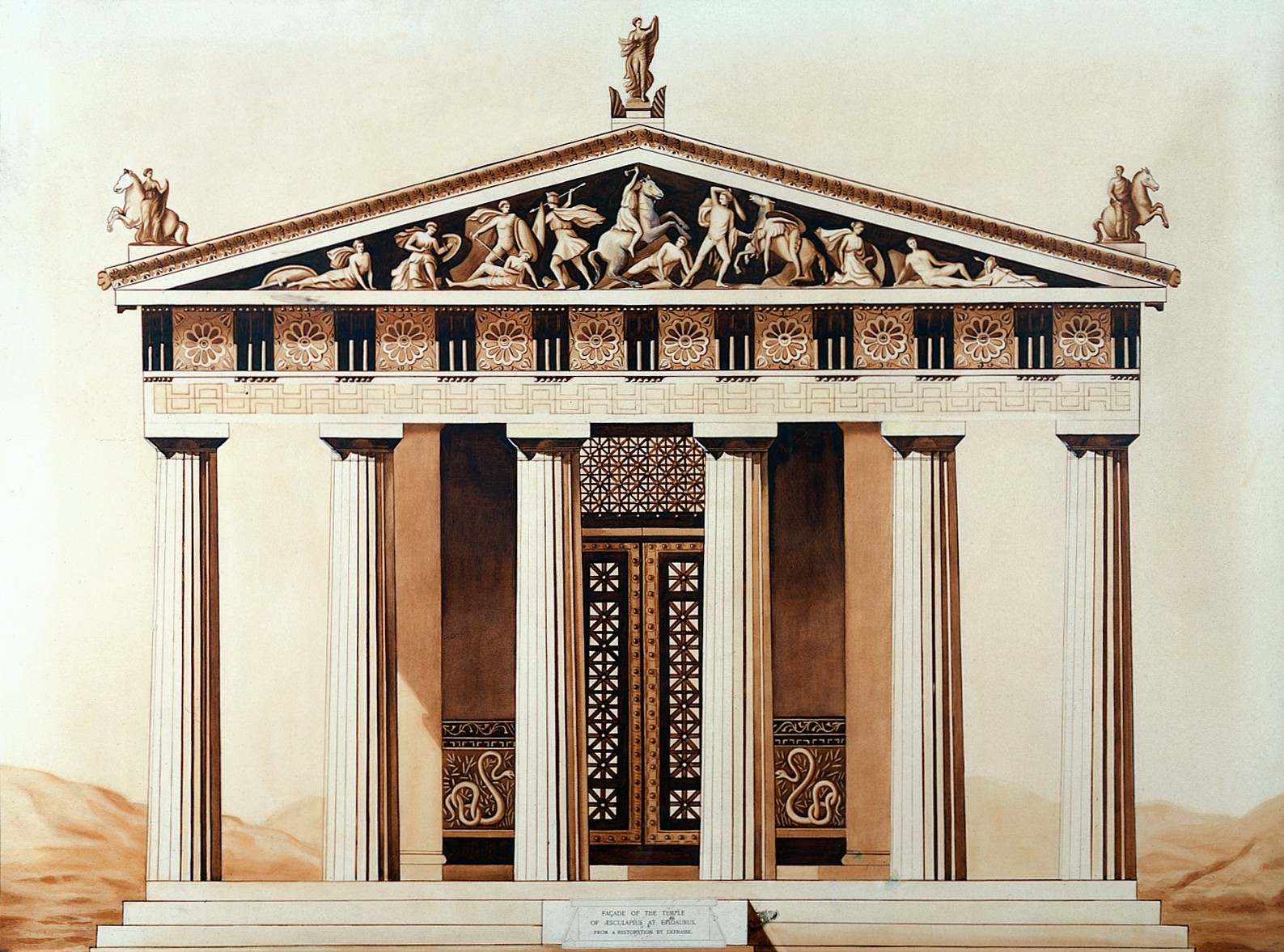
Ricostruzione del tempio di Asclepio ad Epidauro, modello del tempio di Ancona secondo Lidiano Bacchielli.

##### 1) Tempio dorico esastilo periptero del IV secolo a.C.
In base ad alcune caratteristiche rilevabili dalle fondazioni rimaste, alcuni studiosi pensano che quello di Ancona sia stato un tempio dorico del IV secolo a.C., ossia dell'epoca della fondazione greca della città. Sarebbe stato un tempio periptero senza opistodomo, con dieci colonne sui lati lunghi, sei sui lati minori (esastilo) e due colonne in antis, ossia davanti alla cella. Come normale nei templi dorici, anche il tempio anconitano avrebbe avuto una gradinata (crepidine) tutto intorno al perimetro. Tali caratteristiche permettono di inserire l'edificio anconitano nel gruppo dei templi che presero come modello quello di Asclepio ad Epidauro, costruito nel 380 a.C. circa, ossia negli stessi anni dell'arrivo dei Siracusani ad Ancona. L'ingresso era verso sud-est, ossia verso la via d'accesso all'acropoli. 
L'ipotesi è basata sulla misurazione delle distanze tra le colonne del tempio, deducibile dall'esame delle fondazioni:
la distanza tra le colonne angolari e quelle accanto era inferiore rispetto alle distanze tra le altre colonne; questa caratteristica rimanda inequivocabilmente all'ordine dorico, come soluzione classica del conflitto angolare. A sostegno dell'ipotesi che il tempio anconitano sia stato un tempio dorico, inoltre, si ricorda l'esistenza di altri templi greci dorici esastili del IV secolo a.C. simili a quello di Ancona, ossia senza opisotodomo e con numero ridotto di colonne sul lato lungo (dieci al posto delle dodici previste dagli standard più comuni). Il tempio anconitano troverebbe così confronti coevi.

##### 2) Tempio corinzio esastilo periptero del II secolo a.C.

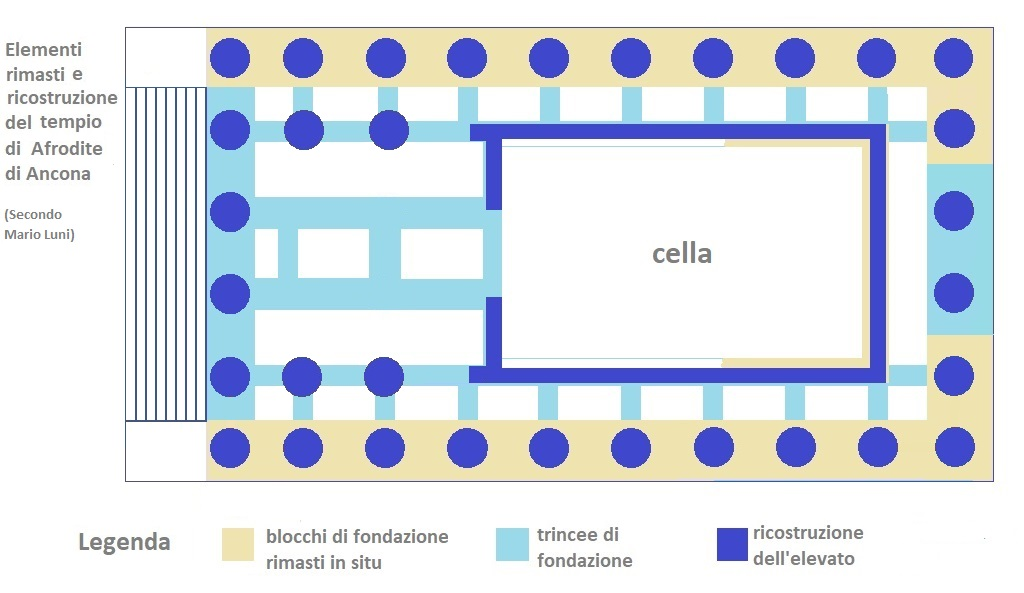
Resti e ricostruzione del tempio di Afrodite, secondo Mario Luni: di ordine corinzio e su podio.

Secondo altri, invece, il tempio sarebbe stato sempre un periptero esastilo e con dieci colonne sui lati lunghi, ma di ordine corinzio e su podio con scalinata frontale, tipologia tipica dell'architettura romana e non greca; risalirebbe al II secolo a.C., e dunque ad un'epoca in cui la città già sentiva l'influsso romano. 
L'ipotesi è basata sul ritrovamento di marchi di cava con due lettere latine ("F" e "V") e sulla presenza al Museo Diocesano di un capitello corinzio (e non dorico) che sarebbe appartenuto al tempio, in quanto scolpito nella stessa pietra delle fondazioni rimaste. Inoltre, l'autore di questa ipotesi critica quella esposta nel paragrafo precedente, ossia quella del tempio dorico. Tale ricostruzione è ritenuta errata, in quanto prevede necessariamente una crepidine tutto intorno al tempio, ritenuta invece impossibile per la presenza nelle immediate vicinanze del perimetro del tempio di un tratto di lastricato e di un blocco di roccia madre sporgente di cinque centimetri rispetto al piano di calpestio. Non si dà giustificazione, però, dell'accorciamento della distanza tra le colonne d'angolo, rilevabile nelle fondazioni, che nell'ipotesi esposta sopra era stato un elemento fondamentale per identificare l'ordine dorico del tempio. Altra critica all'ipotesi "tempio dorico" precedentemente esposta è che i confronti presentati dagli studiosi che la sostengono sono tutti relativi a templi greci del Mediterraneo orientale, ma non della Sicilia, dove templi simili coevi sono assenti, pur essendo il luogo da cui provenivano i fondatori di Ancona. 

##### 3) Due fasi costruttive

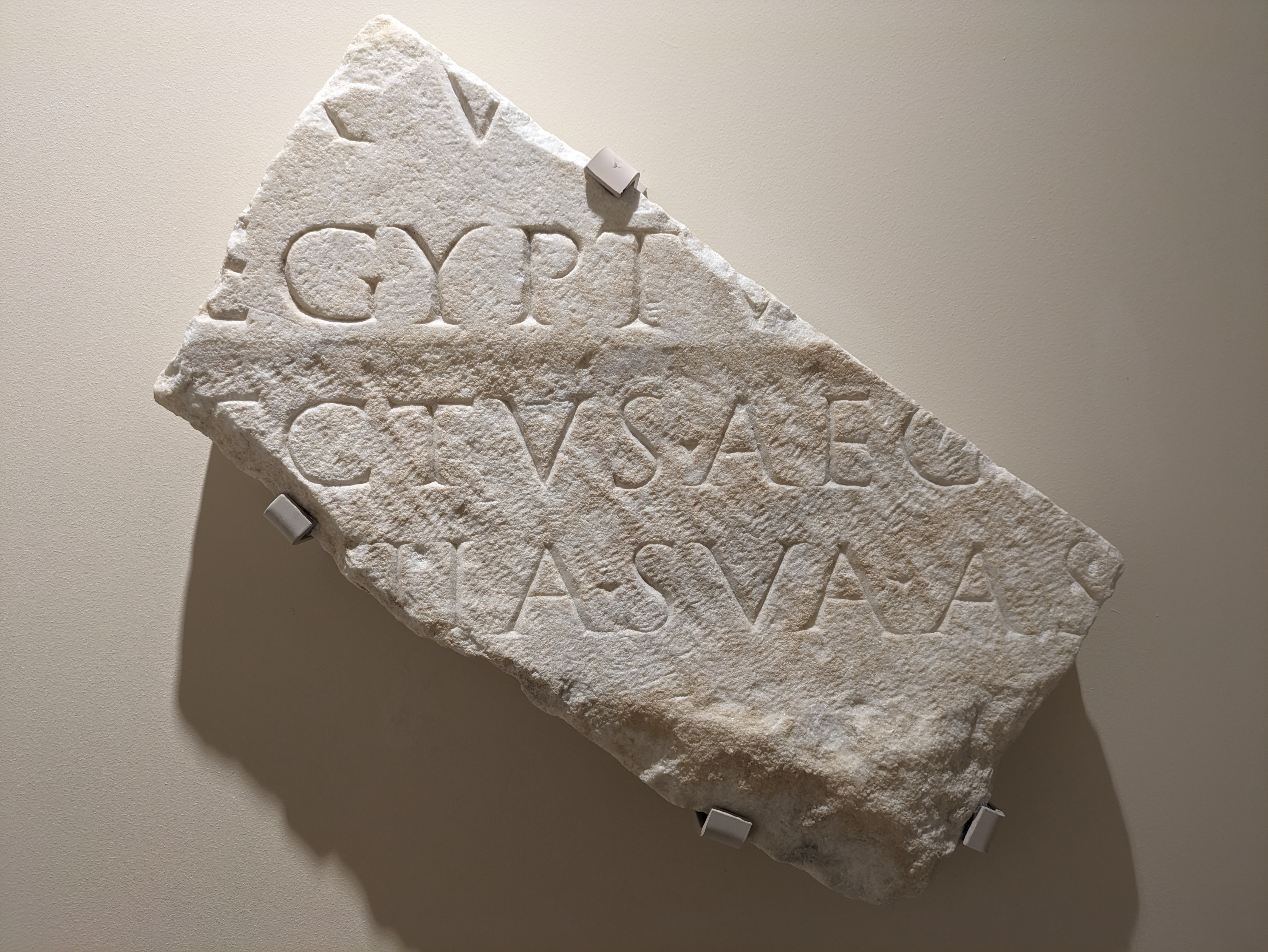
Iscrizione che testimonia che un "prefectus Egypti" fece ricostruire un edificio, forse proprio il tempio dell'acropoli di Ancona

Volendo esaminare insieme le due ipotesi, è necessario comunque considerare che il tempio, nel corso dei secoli, potrebbe essere stato anche ricostruito o profondamente ristrutturato, come testimonierebbe un'epigrafe riutilizzata nella basilica paleocristiana che fu costruita sui resti del tempio pagano. In tale documento, di età augustea, si cita un rifacimento totale di un edificio, non specificato a causa della frammentarietà dell'iscrizione riportata. È però conservato il titolo di colui a cui si deve l'intervento: si tratta di un "prefectus Egypti". Sarebbe stato poi il tempio restaurato o ricostruito quello ad essere raffigurato nella Colonna Traiana e quello testimoniato dai marchi di cava di cui al paragrafo precedente.

#### Identificazione con il tempio della scena 58 della Colonna Traiana

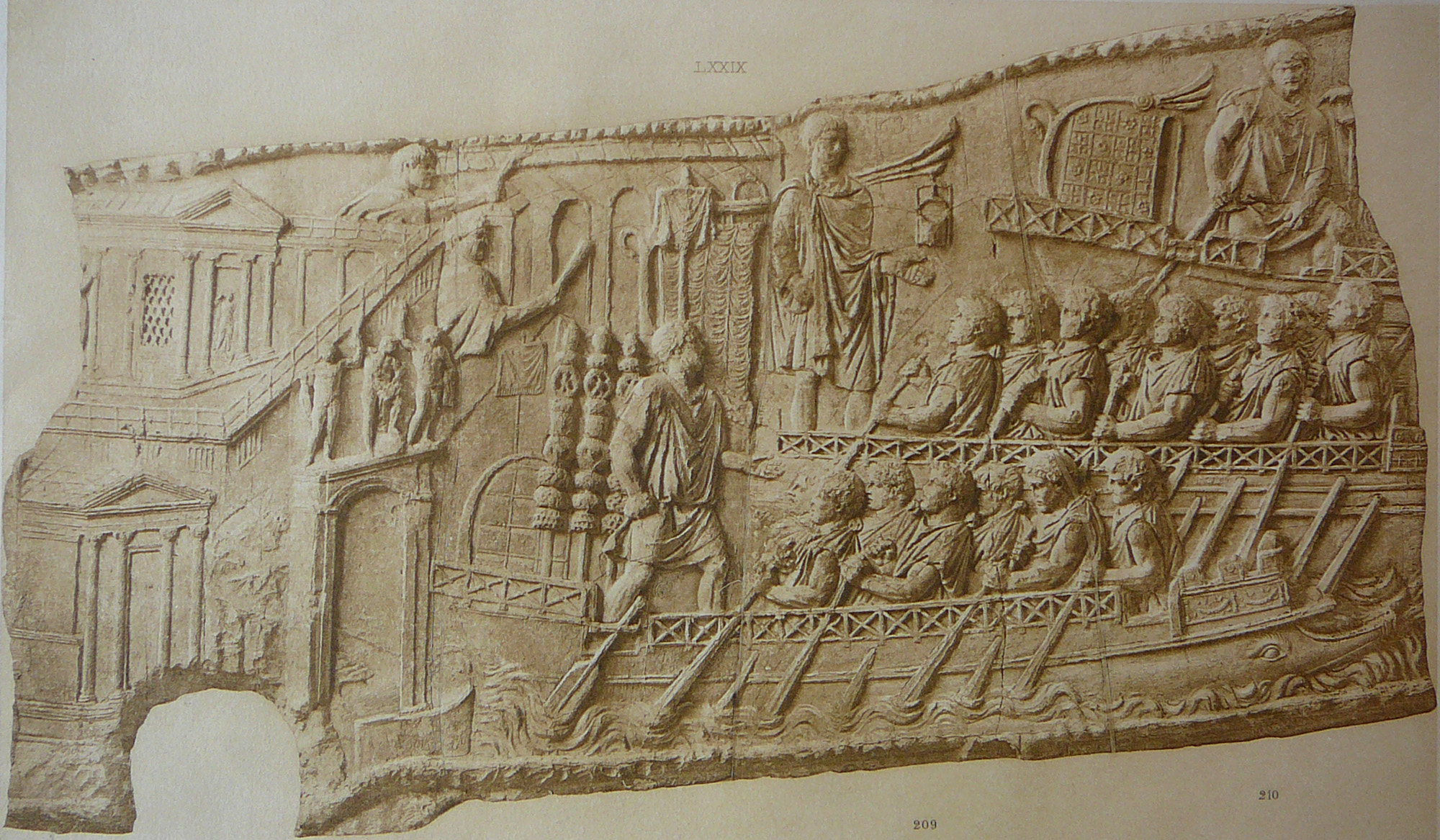
La scena della Colonna Traiana in cui è raffigurata Ancona e i suoi templi di Afrodite (sulla collina) e di Diomede (sulla riva del mare).

Come detto sopra, tutti gli studiosi odierni identificano il tempio anconitano con quello presente sulla collina della scena 58 della Colonna Traiana; nel bassorilievo traianeo, però, esso è rappresentato tetrastilo (cioè con quattro colonne sul fronte) e di stile ionico; ciò contrasta con tutte le ipotesi ricostruttive. Gli studiosi, però, concordemente pensano che i particolari raffigurati non siano da prendere alla lettera, in quanto nei rilievi della Colonna gli edifici sono sempre fortemente schematizzati, sia per esigenze di spazio, sia perché l'arte romana punta più alla chiarezza del messaggio che alle proporzioni e alla rappresentazione realisticamente fedele, che viene piegata alle esigenze comunicative. Per l'osservatore della scena, in questo caso, era importante riconoscere la città attraverso i suoi simboli, e la presenza di un tempio sulla cima di una collina, di uno alla sua base (il tempio di Diomede), di un arco di proporzioni singolarmente slanciate su un molo (l'Arco di Traiano) ed infine di strutture portuali, era sufficiente per il riconoscimento della città di Ancona.

#### La scoperta

Il tratto sud-est delle fondazioni del tempio.

Il tratto nord-ovest delle fondazioni del tempio.

Nel 1932, alcuni saggi eseguiti nei pressi dell'abside sinistra del duomo permisero di scoprire i resti di una muratura costituita da grandi blocchi di arenaria in filari pseudoisodomi; subito alcuni studiosi ipotizzarono che tale struttura appartenesse ad un edificio templare, forse quello dedicato a Venere citato da Catullo e Giovenale. Che l'edificio cristiano fosse stato costruito sopra al tempio di Venere/Afrodite era già stato ipotizzato dalla storiografia, pur in mancanza di testimonianze archeologiche.
Nel 1948, in occasione dei lavori di restauro del duomo, danneggiato dai bombardamenti della seconda guerra mondiale, superando numerose difficoltà fu eseguito uno scavo completo di tutto il sottosuolo, ed in effetti furono rinvenuti resti di un tempio pagano, coincidente con il transetto della chiesa. 
Il tempio fu subito identificato con quello citato da Catullo e Giovenale e rappresentato nella scena 58 della Colonna Traiana. 
Alla scoperta seguì presto il primo studio dettagliato volto a comprendere la tipologia dell'edificio sacro. Tale studio ipotizzava per l'antico edificio la struttura di un tempio italico sine postico (cioè senza colonnato posteriore) del III - II secolo a.C. e con un ingresso rivolto a nord-ovest, ossia verso il mare aperto. Tale ipotesi è oggi considerata superata da tutti gli studiosi, a causa di notevoli incongruenze con le fondazioni. Per comprendere il motivo della formulazione dell'ipotesi del "peripetro sine postico", è necessario rievocare il clima culturale dell'archeologia italiana della fine degli anni quaranta del Novecento. Si era in un'epoca in cui gli archeologi italiani finalmente riconoscevano all'arte romana una dignità precedentemente oscurata dal mito di quella greca. La tipologia del tempio "periptero sine postico" era in quegli anni assurta a simbolo della romanità e ciò influenzava un'interpretazione a senso unico delle strutture templari di aspetto originario dubbio. Così era accaduto anche per il tempio anconitano.
Nel piazzale del Duomo, sconvolto dai bombardamenti della Seconda Guerra Mondiale, furono notate colonne di arenaria scanalate, allora interpretate come colonne del tempio greco.

#### Dea della buona navigazione o dea genitrice

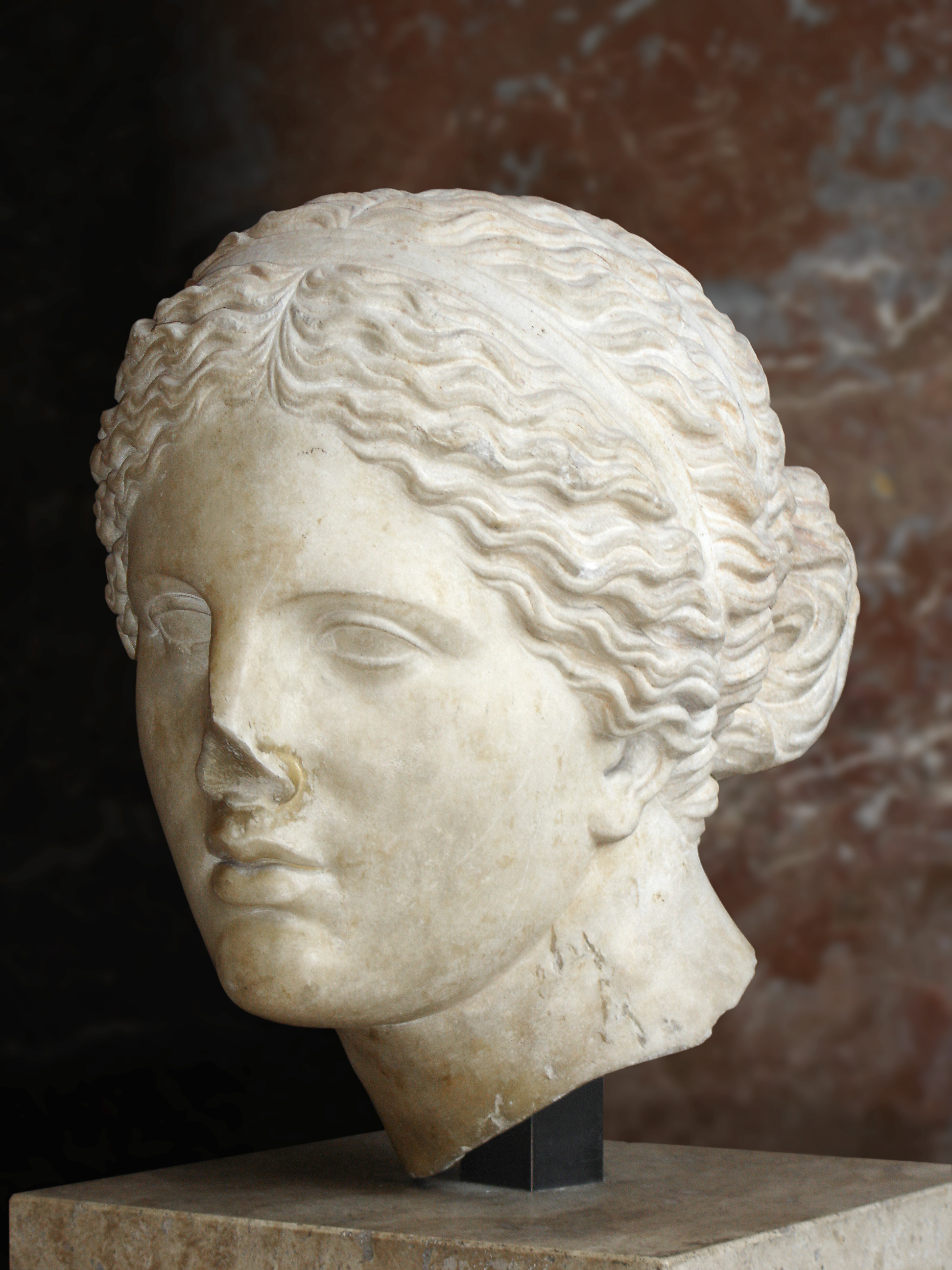
Testa della statua di Afrodite Euplea

Secondo un'ipotesi che ha dominato la storiografia sino a tutto il Novecento, seguita anche da alcuni studiosi moderni, Afrodite/Venere aveva nel tempio anconitano l'epiclesi o epiteto di "euplea" (Εὔπλοια, Éuploia), ossia di "dea della buona navigazione", protettrice dei naviganti. La tesi è basata soprattutto sul passo di Catullo (36, 11-15), in un contesto in cui Venere appare una divinità prettamente marina e il tempio di Ancona è associato a quello di Cnido (Afrodite cnidia era chiamata dagli stessi Cnidi "euplea"). Parimenti l'associazione con il tempio di Afrodite a Idalio, sull'isola di Cipro, è significativo in merito, dato che anche in quest'isola si ipotizza che fosse diffuso il culto della dea della buona navigazione. Infine si può notare che gli altri templi citati da Catullo, insieme a quello di Ancona, sorgevano tutti in città vicine al mare o poste direttamente sulla costa; nel caso di Cnido e di Idalio, poi, i templi sorgevano su promontori, come quello anconitano, in modo che i naviganti potessero vederli da lontano. L'idea di una divinità legata alla navigazione è rafforzata dalla posizione dominante sul mare dell'edificio sacro anconitano. Secondo gli studiosi più recenti, inoltre, l'epiclesi di "euplea" è probabile anche per la compresenza, nella moneta greca di Ankón, del profilo di Afrodite e di due stelle, identificate con i Dioscuri, protettori dei naviganti. 
Secondo altri studi, basati sull'analisi dell'immagine del tempio che compare nella scena 58 della Colonna Traiana, identificato con quello di Ancona, Venere aveva invece nel nostro caso l'attributo di Venus genetrix, ossia di "Venere genitrice". Infatti, nella scena della colonna raffigurante Ancona, la statua della divinità, che solitamente era collocata nella cella, è esposta davanti al tempio e corrisponde alla tipologia della Afrodite "Louvre-Napoli", rappresentazione, appunto, di Venere genitrice.

### La basilica di San Lorenzo

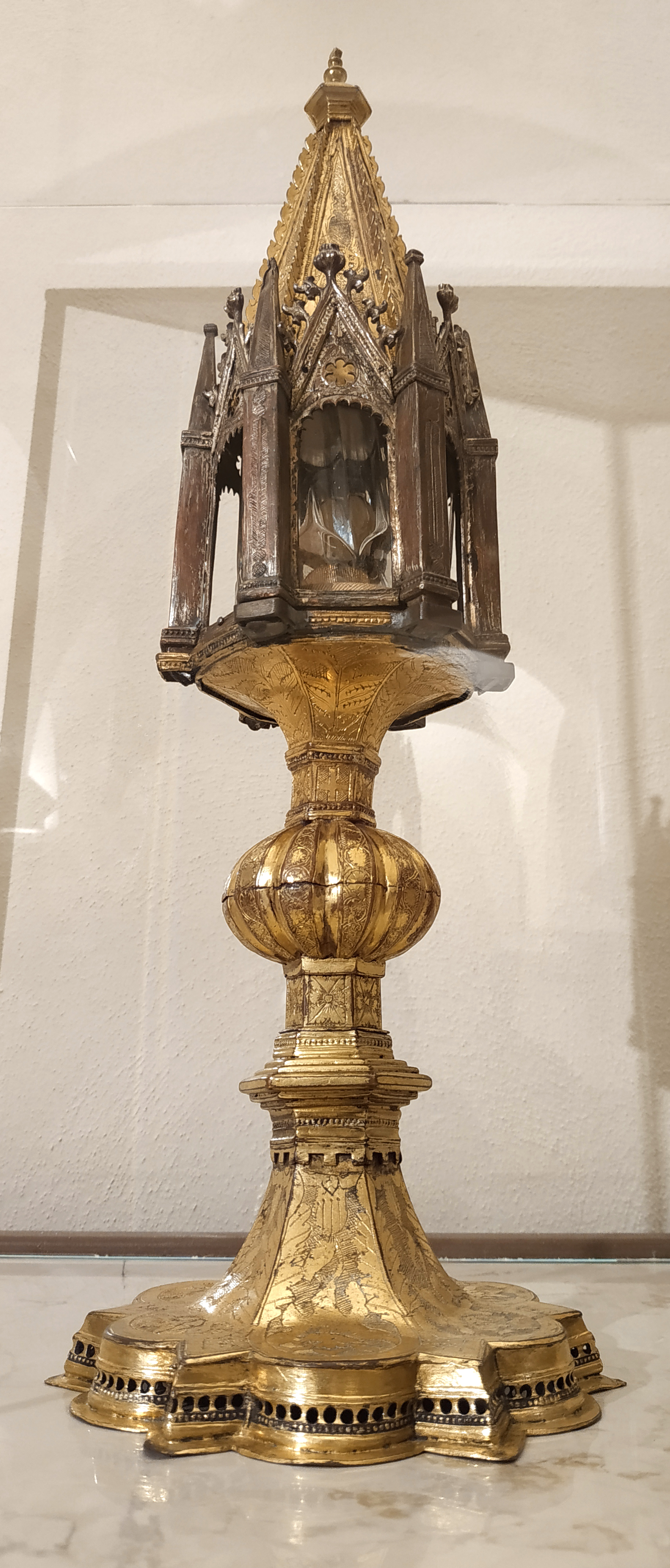
Museo diocesano: reliquiario del XV secolo, contenente una delle pietre con le quali il protomartire Santo Stefano fu lapidato a Gerusalemme. L'arrivo ad Ancona di questa reliquia è all'origine della prima comunità cristiana cittadina.

Sopra al tempio classico venne costruita, nel VI secolo una basilica paleocristiana dedicata a San Lorenzo, di cui si conservano tracce importanti all'entrata della Cripta dei Protettori. Era formata da tre navate con ingresso verso sud-est (dove attualmente è presente la cappella del Crocifisso); se ne trovano testimonianze in alcuni lacerti musivi sotto al pavimento attuale; anche all'esterno delle mura del transetto sono presenti tracce dell'antica muratura, con ricorsi di mattoni e di arenaria.
La basilica di San Lorenzo, posta sulla sommità del Colle Guasco, aveva il portale d'ingresso rivolto verso la città, alla quale verosimilmente la collegava l'attuale Scalone Nappi; faceva da contraltare alla prima chiesa cattedrale, situata fuori dalle mura.
Questa primitiva cattedrale era dedicata a Santo Stefano, in quanto sorta per custodire una sacra reliquia del santo: si trattava di una delle pietre con le quali il Protomartire era stato lapidato a Gerusalemme, raccolto da un marinaio presente all'evento e da questi poi donato alla comunità cristiana di Ancona. La reliquia, secondo la testimonianza di Sant'Agostino si dimostrò ben presto miracolosa. Gli studiosi per secoli hanno cercato di identificare il primitivo luogo in cui la reliquia di Santo Stefano fosse custodita, ossia il primitivo luogo di culto cristiano di Ancona, sorto nell'epoca in cui ancora le persecuzioni non erano finite. La tradizione situa la prima cattedrale di Ancona sul colle Astagno, mentre recentemente alcuni la identificano nella basilica sottostante Santa Maria della Piazza.

### La basilica di San Lorenzo diventa cattedrale
Tra la fine del X secolo e l'inizio dell'XI Ancona iniziò il suo cammino di repubblica marinara. Segno di questo evento fu la nuova funzione della chiesa, che divenne la nuova cattedrale della città, al posto di quella più antica, dedicata a Santo Stefano. In questa occasione la chiesa venne ampliata, tra il 996 e il 1015, prolungando le tre navate preesistenti sino a corrispondere a tutto l'attuale transetto.
Finiti i lavori, nel 1017 i corpi dei santi protettori San Marcellino e San Ciriaco vennero trasferiti nella cripta all'interno della basilica e per accoglierli fu costruita la Cripta dei Santi Protettori.

### La croce greca e la cupola

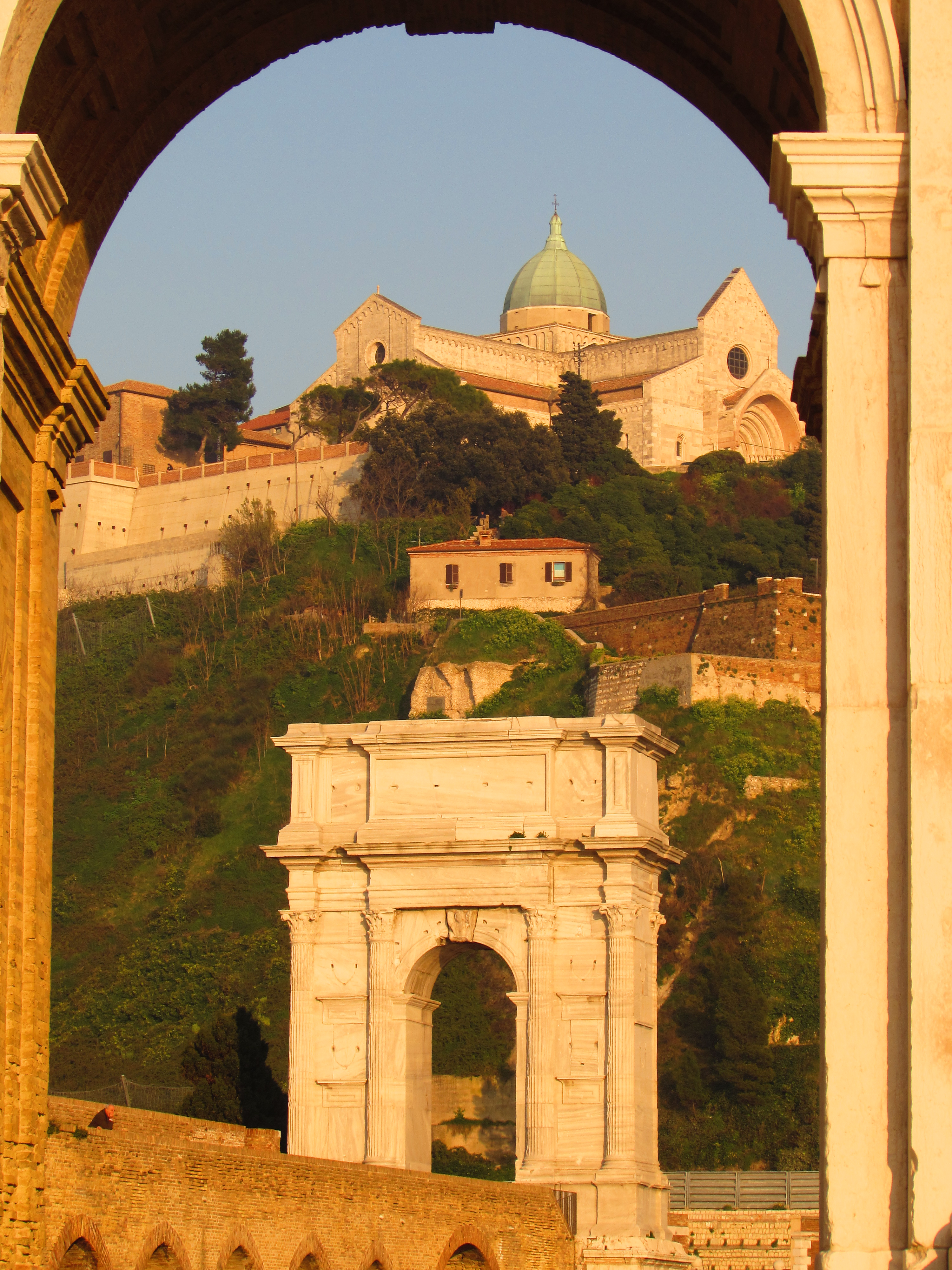
Il Duomo sulla sommità del Colle Guasco, visto dall'Arco Clementino, con l'Arco di Traiano

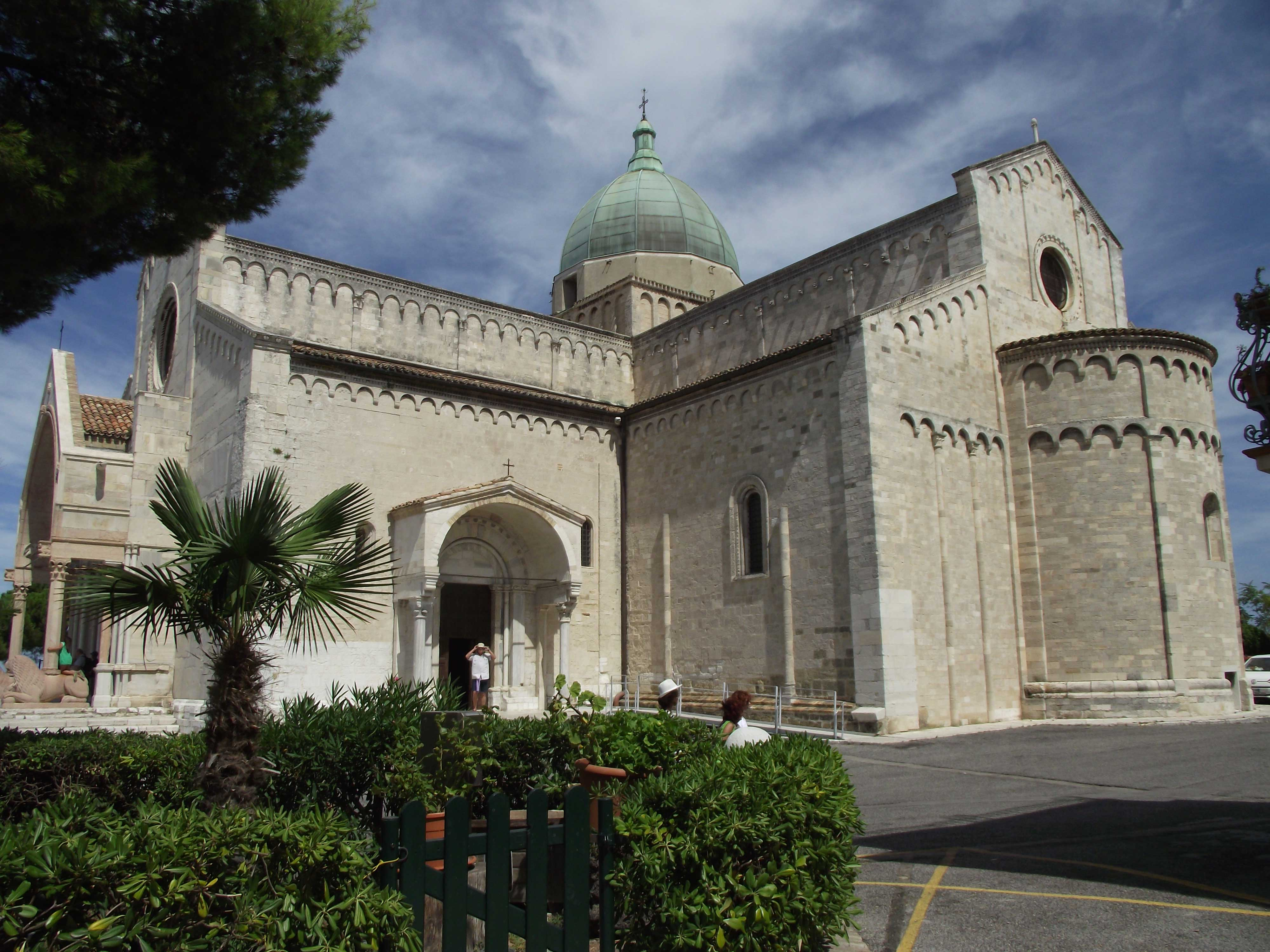
Veduta dell'esterno.

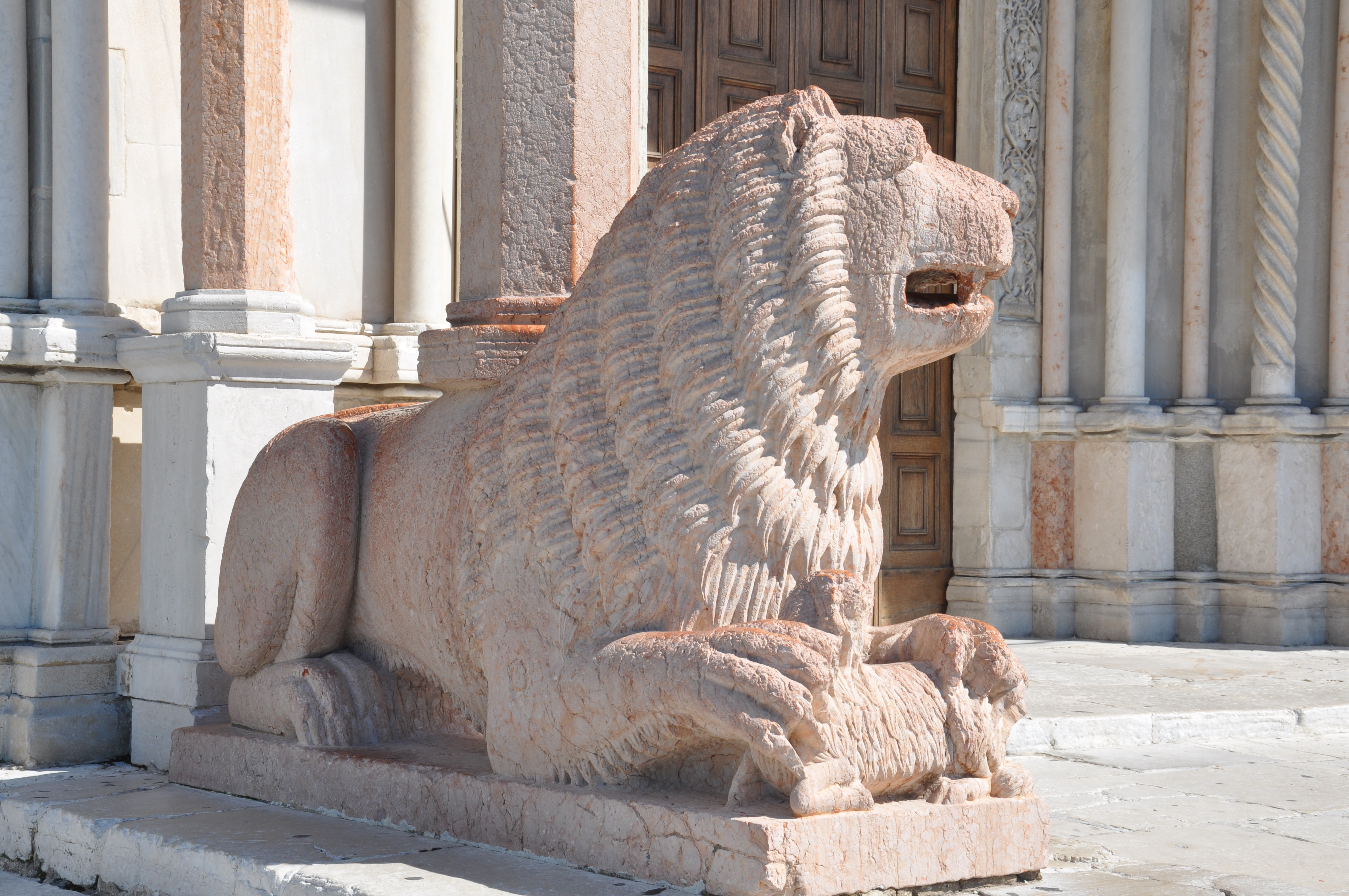
Il leone stiloforo di sinistra, con un ariete

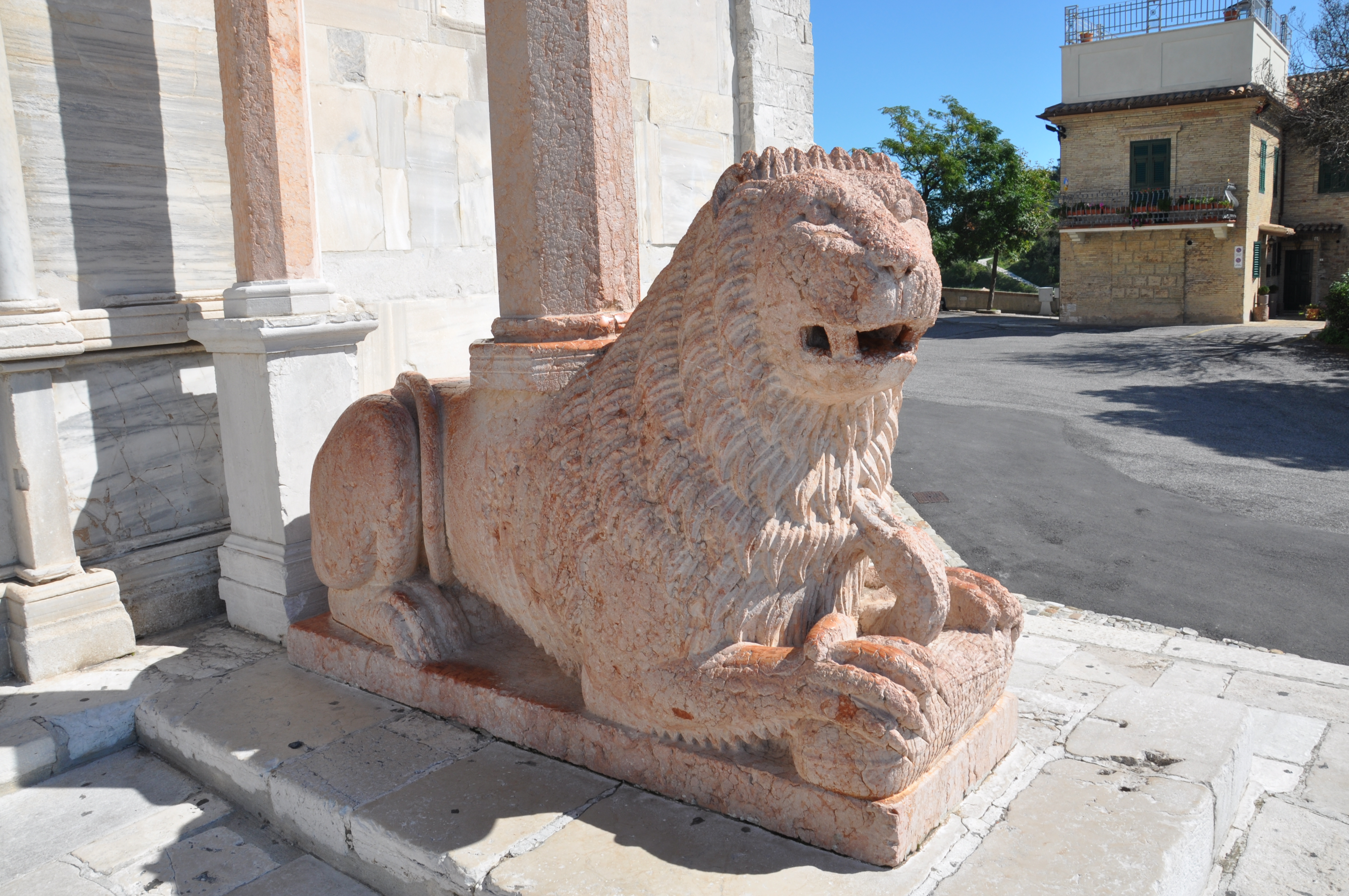
Il leone stiloforo di destra, con un serpente alato

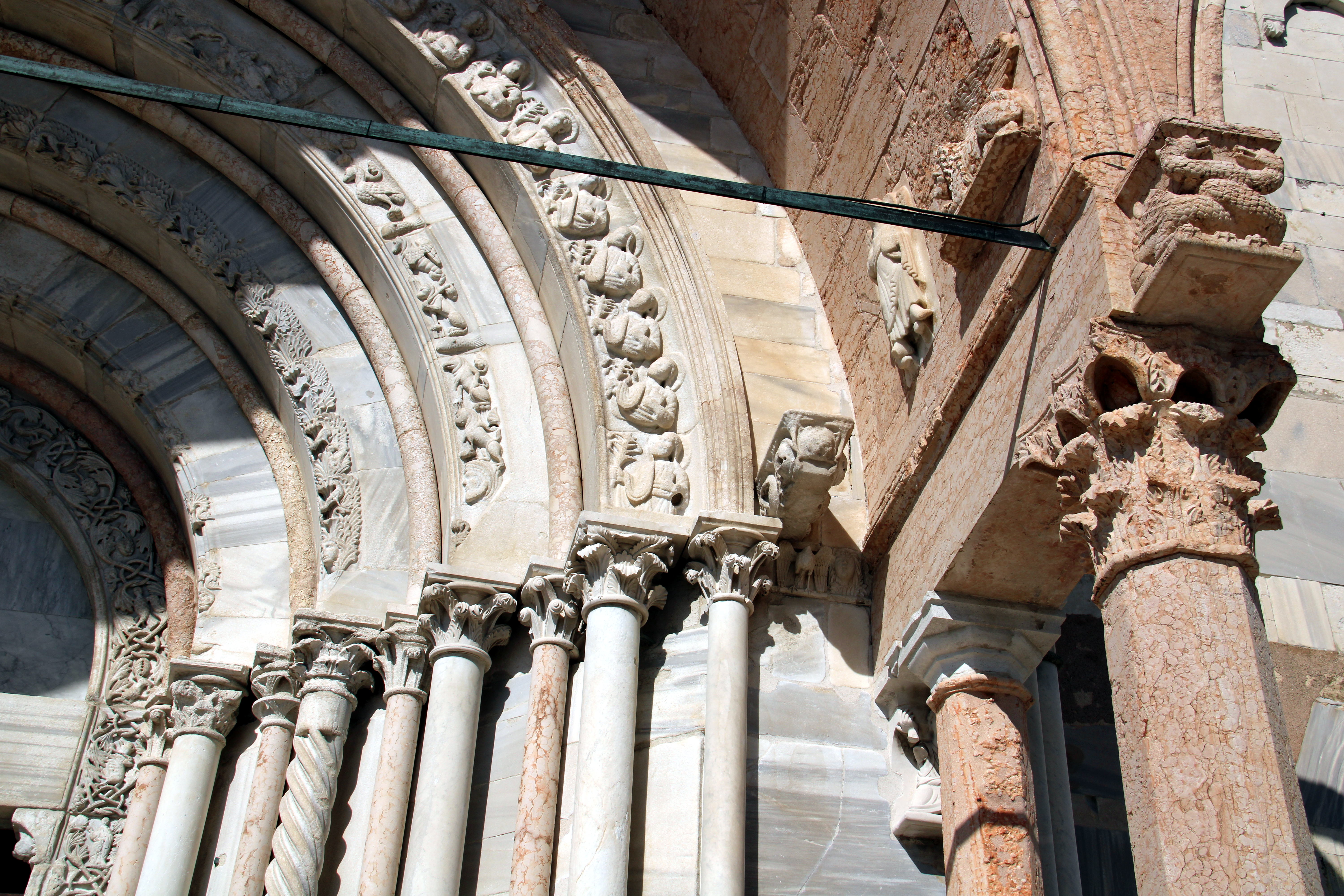
Particolare del protiro

Importanti lavori di ampliamento vennero eseguiti tra la fine del XII secolo e la prima metà del XIII secolo ad opera di Mastro Filippo. Si scelse di aggiungere un corpo trasversale ortogonale al preesistente, in modo da formare una croce greca, al centro della quale viene voltata una cupola. Venne inoltre aperto un nuovo ingresso principale verso sud-ovest. Con questa nuova geniale composizione la pianta della chiesa venne resa di tipo bizantino e rivolta verso il porto, sorgente del benessere di cui godeva ormai la città. Inoltre l'edificio sacro assunse la peculiarità di avere i bracci laterali sopraelevati, che vennero delimitati da preziosi plutei intarsiati tipici della tradizione artistica bizantina.
Nella metà del Duecento, Margaritone d'Arezzo realizzato il protiro, con i monumentali leoni stilofori, divenuti in breve uno dei simboli della città. Inoltre, sempre nello stesso periodo, Margaritone sostituisce la cupola precedente con una più alta e di stile gotico, i cui archi rampanti furono realizzati internamente per non alterare l'armonia romanica dell'esterno.
Tra il XIII e il XIV secolo la basilica venne dedicata al patrono di Ancona, San Ciriaco, martire e, secondo la tradizione, vescovo della città.

### Periodo rinascimentale
Nel XV secolo vennero costruiti il coro e le due adiacenti cappelle, in prosecuzione della navata centrale e delle navate laterali del braccio longitudinale. La basilica assunse allora l'aspetto che ancor oggi conserva. Nella cappella di sinistra (del Sacramento) lavorarono importanti artisti rinascimentali: Piero della Francesca affrescò sulla parete uno Sposalizio della Vergine e Giovanni Dalmata realizzò il monumento a Girolamo Ginelli.
Sempre nel XV secolo, papa Pio II morì nell'episcopio che sorgeva a fianco della cattedrale (oggi sede del Museo Diocesano "Don Cesare Recanatini"), in attesa di partire per la crociata che aveva indetto per tentare di salvare i territori dell'ex-impero bizantino minacciati dai Turchi dopo la caduta di Costantinopoli. Dietro all'altare maggiore sono da allora tumulati i precordi del pontefice umanista.

### Interventi successivi e restauri
Nella prima metà del XVIII secolo vi lavorò il grande architetto Luigi Vanvitelli, che risistemò il braccio sinistro del transetto, ove progettò la monumentale edicola, dove venne posta l'immagine votiva della Madonna del Duomo. Egli inoltre intervenne nel protiro, migliorandone la stabilità con l'aggiunta di due colonne dietro ai leoni stilofori.
Nel 1796, nell'imminenza dell'arrivo dell'esercito napoleonico, centinaia di fedeli furono testimoni del Prodigio della Madonna del Duomo.
Nel 1834 l'architetto anconetano Niccolò Matas restaurò l'edificio e fece nuovamente ricoprire di rame la cupola. Nel 1883 la basilica subì un secondo restauro, assai imponente, ad opera di Giuseppe Sacconi, futuro soprintendente ai monumenti delle Marche e dell'Umbria dal 1891 al 1902, che la riportò all'originario austero aspetto medievale, eliminando le decorazioni e gli intonaci sovrapposti nel corso dei secoli. In quell'occasione furono riscoperte le tracce della cattedra dell'XI secolo, cioè dell'epoca in cui l'edificio sacro divenne cattedrale; ancor oggi i resti sono visibili dietro all'altare del braccio sinistro.
Il primo giorno d'inizio della prima guerra mondiale, il 24 maggio 1915, il bombardamento navale operato dalla flotta austro-ungarica inflisse gravi danni alla cappella del Sacramento, che venne restaurata e in parte ricostruita nel 1920; in quell'occasione forse andarono perduti gli affreschi di Piero della Francesca, che già nel 1800 erano stati coperti da intonaco.

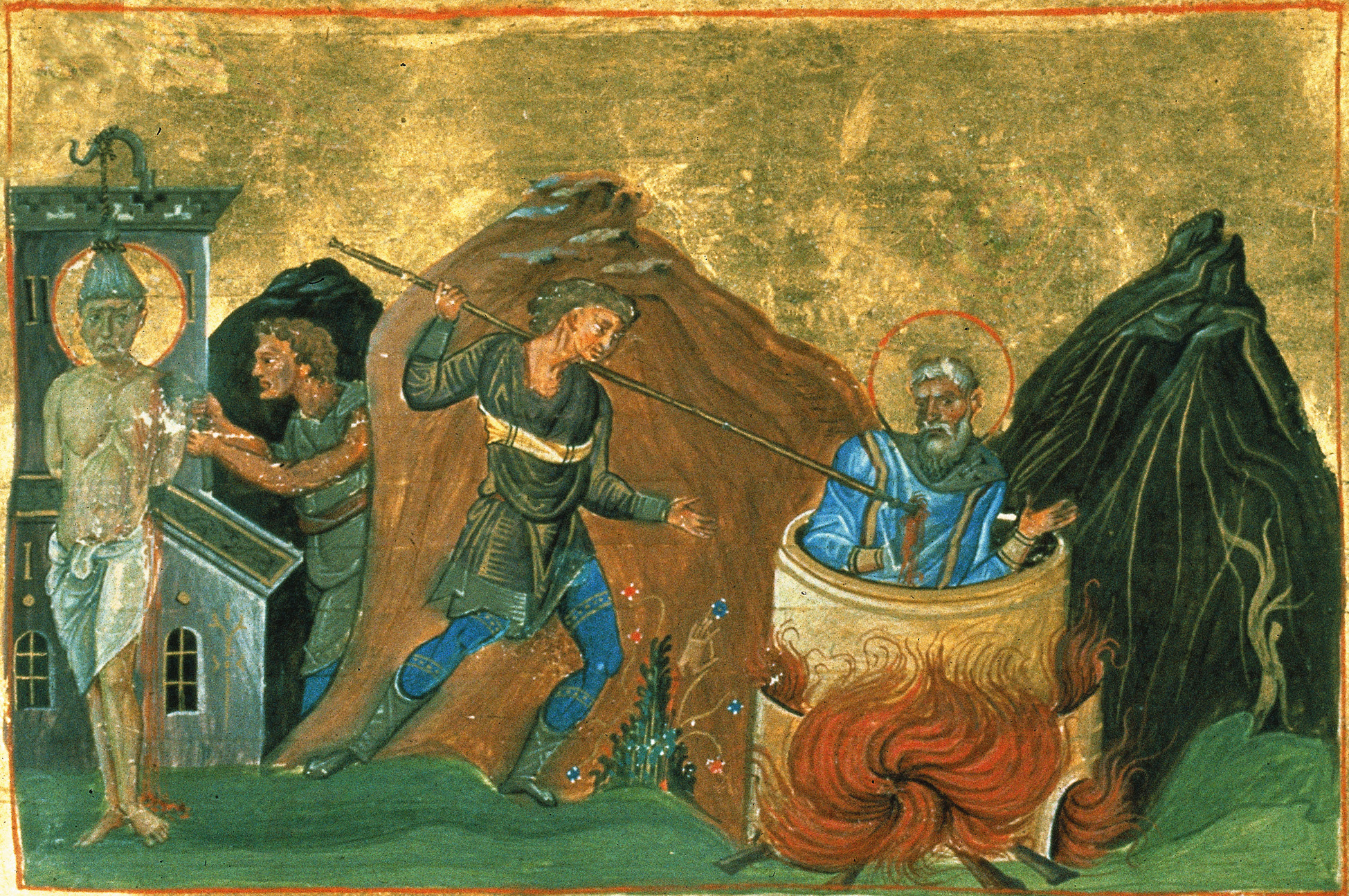
Il martirio di san Giuda Ciriaco, miniatura dal Martirologio di san Basilio

Nel 1926 il duomo fu insignito del titolo di Basilica pontificia.
I bombardamenti aerei anglo-americani della seconda guerra mondiale colpirono il transetto destro, che fu parzialmente distrutto, così come la sottostante Cripta delle Lacrime, ove aveva sede il Museo di arte sacra. Le parti distrutte furono ricostruite per anastilosi, ossia riutilizzando le pietre originali. Il sacro edificio venne solennemente riaperto nel 1951. Durante i lavori di restauro furono scavati sotto l'edificio cristiano i resti del precedente tempio classico dedicato a Venere.
Il terremoto del 1972 provocò danni di piccola entità, a causa dei quali, tuttavia, la Cattedrale fu dichiarata inagibile e quindi interdetta al culto, per permettere di attuare gli imponenti lavori necessari per adeguare la basilica a severe norme antisismiche. Le reliquie di San Ciriaco e l'immagine della Madonna miracolosa furono traslate nella moderna Chiesa del Sacro Cuore, nel rione Adriatico, ove rimasero sino alla ripresa di funzionalità del Duomo, riaperto solennemente ai fedeli nell'autunno del 1977.
Durante il periodo di chiusura della basilica, fu effettuata la ricognizione del corpo di San Ciriaco, che provò la verità dell'antica tradizione relativa al martirio con ingestione di piombo fuso.

### Nel XXI secolo
Tra il 1999 e il 2000 fu celebrato il millenario del duomo di Ancona; tale anniversario non era riferito alla data di costruzione dell'edificio sacro, il cui primo nucleo risale al IV secolo, ma al momento in cui esso diventò cattedrale. Le celebrazioni culminarono con la visita nel capoluogo dorico di papa Giovanni Paolo II che vi celebrò messa. Nell'occasione l'arcidiocesi di Ancona e il comune dorico organizzarono la mostra Ancona e la sua cattedrale, rappresentazioni grafiche nel tempo.
Dal 3 all'11 settembre 2011 la cattedrale è stata al centro delle celebrazioni del Congresso eucaristico nazionale con la visita di papa Benedetto XVI.

## Architettura

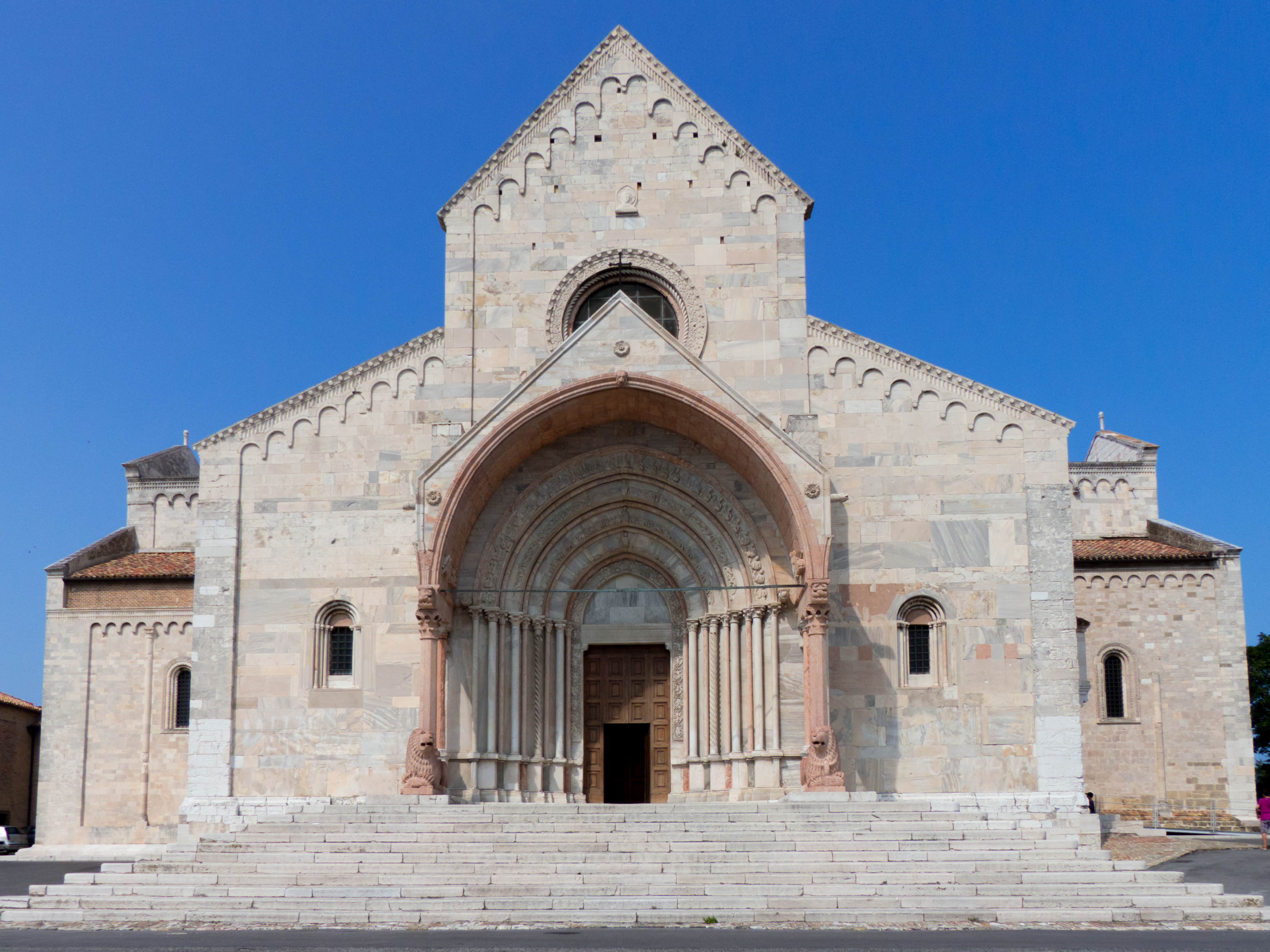
La facciata

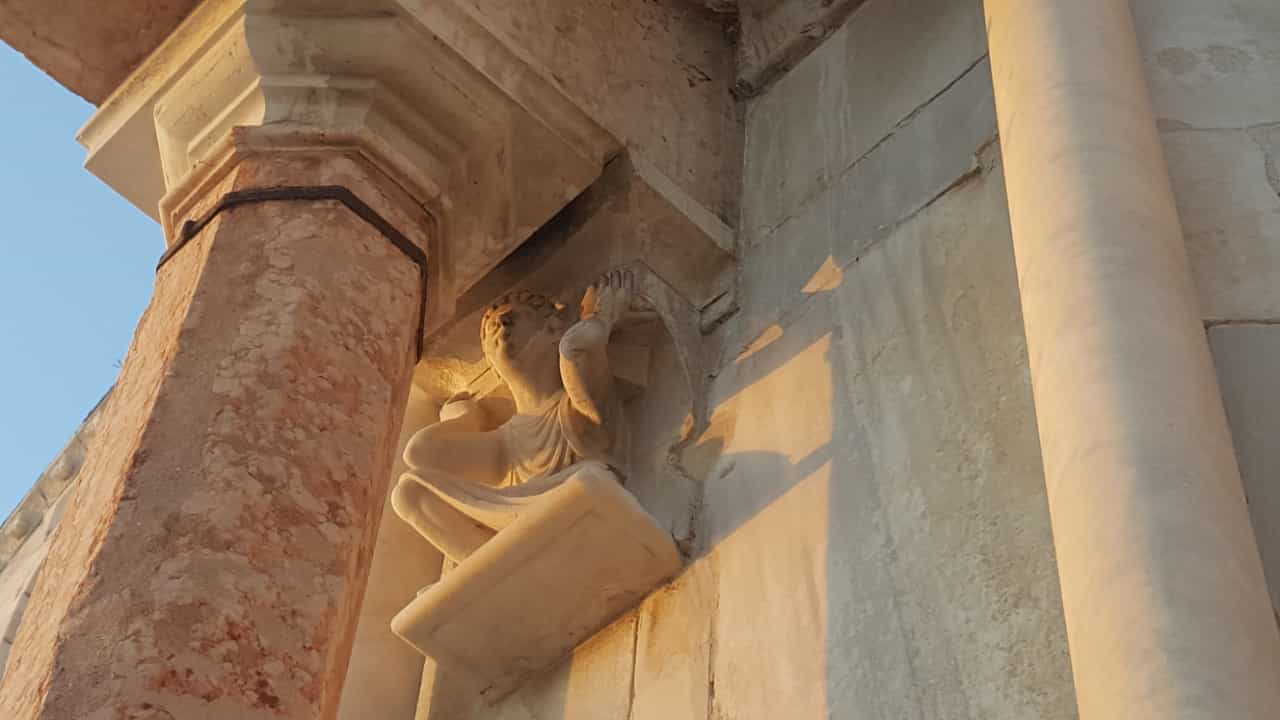
Figura di un atlante che sorregge l'architrave del protiro

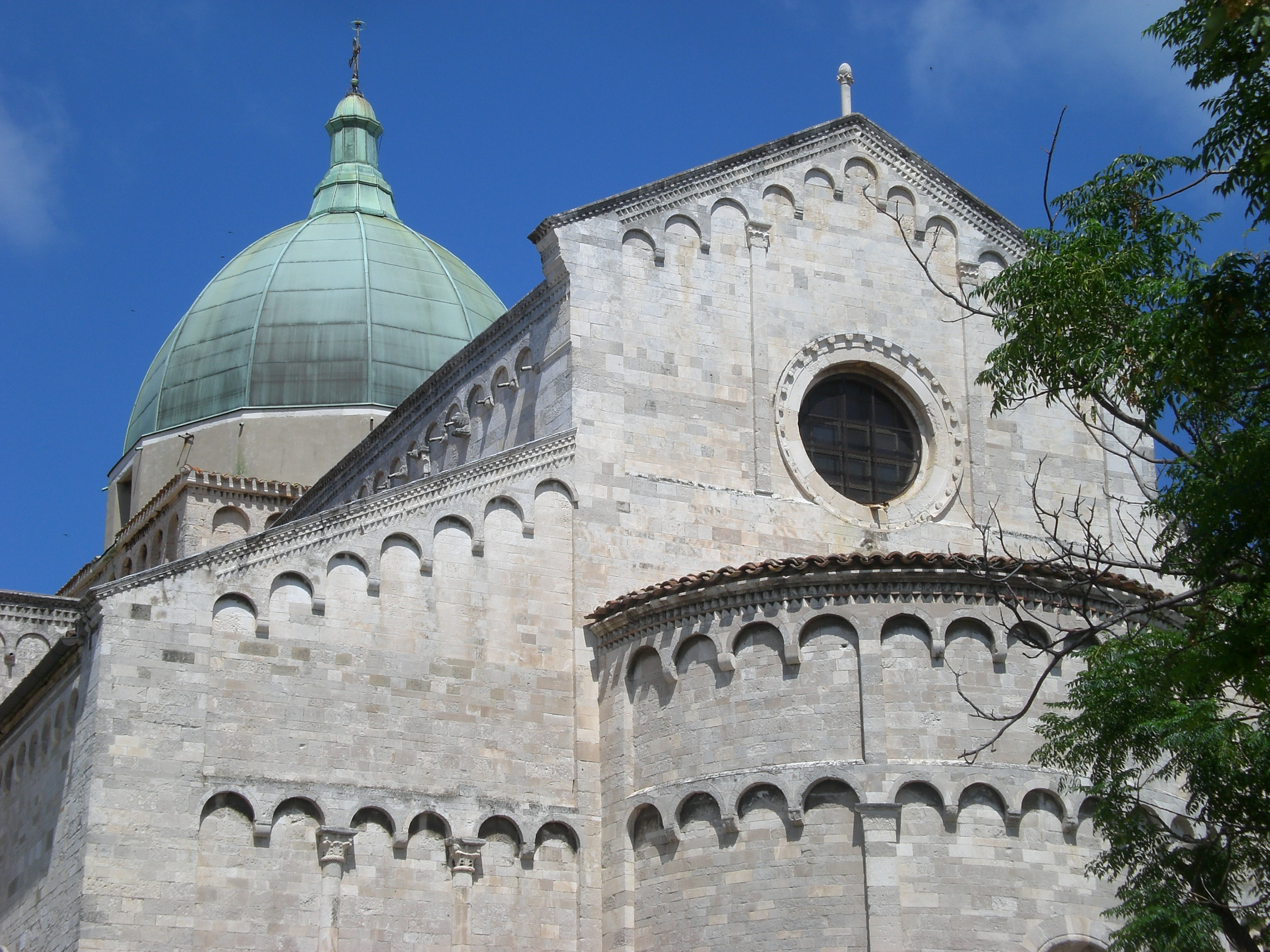
Veduta esterna con la cupola del XIII secolo

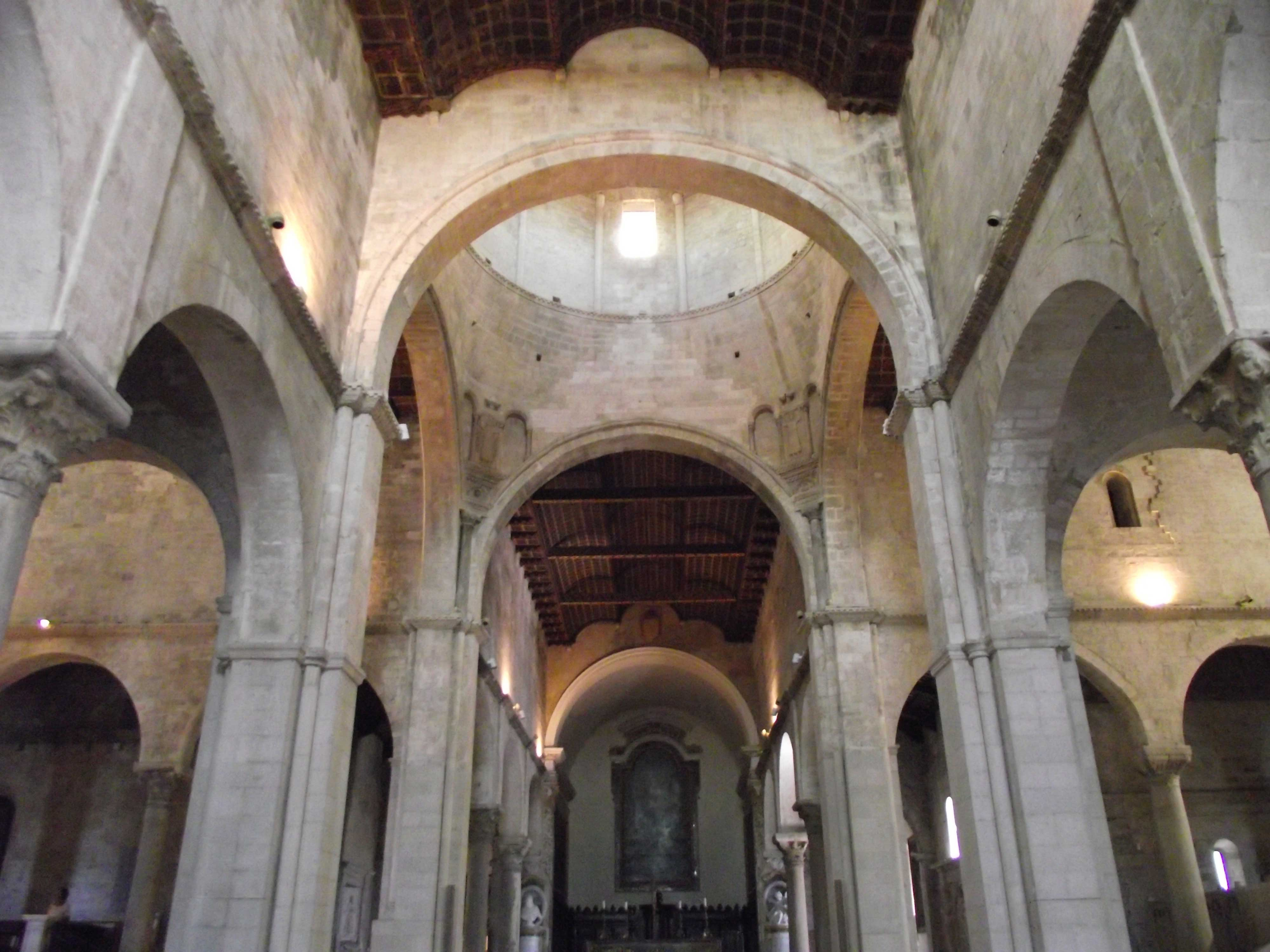
Veduta dell'interno.

Il duomo rappresenta un alto esempio di arte romanica a cui si mescolano elementi bizantini e gotici; costituisce uno dei più importanti esempi di questo stile in Italia.

### Facciata, protiro e portale
La facciata, tripartita, è preceduta da un'ampia scalinata, al di sopra della quale si alza il duecentesco protiro di Margaritone d'Arezzo. Si presenta strombato, ancora di stile romanico, formato da un arco a sesto pieno sorretto da quattro colonne. Quelle anteriori poggiano su leoni di marmo rosso di Verona, mentre quelle posteriori, aggiunte in seguito dal Vanvitelli, poggiano su basamento. Il leone di sinistra tiene fra le zampe un ariete, mentre quello di destra nella stessa posizione ha un serpente alato, che lo morde sulla gola. Nel sottarco sono quattro rilievi rappresentanti i simboli degli Evangelisti. Il portale, attribuito a Giorgio da Como, (1228 circa), è in stile romanico-gotico e costruito in pietra bianca del Conero e marmo rosso di Verona. Presenta una profonda strombatura ed è ornato di fasci di colonne reggenti una serie di archi ogivali nel cui giro sono rilievi con immagini simboliche: busti di santi, figure di animali reali e fantastici, motivi vegetali. Al di sopra del protiro si trova un grande oculo con cornice romanico-lombarda e, ai lati, due monofore.

### Esterni
Tutt'intorno, l'edificio si presenta come una poderosa e luminosa massa in pietra bianca del Conero e (nella facciata principale) in marmo greco, movimentata dalle absidi sporgenti dai transetti e dall'alzarsi del piano della navata mediana; il tutto è incentrato sullo slancio della cupola nella crociera. 
Una fine decorazione ad archetti pensili di gusto lombardo profila tutte le superfici e crea bei giochi di chiaroscuri.
Isolato dal corpo principale sorge il campanile di cui si hanno notizie fin dal 1314 e che sorge sulla base di una torre militare tardo-duecentesca. Si hanno notizie di un grande orologio posizionato sulla facciata rivolta verso la sottostante piazza del Senato, risalente all'XI secolo e poi rimosso. Le monofore sotto la cella campanaria furono riaperte negli anni '60 del secolo scorso, dopo essere state obliterate nel secolo XVI per ragioni statiche a seguito di un incendio provocato da una negligenza del sacrista, lavori che dovettero essere risarciti con la perdita delle porte di bronzo che da allora non fecero più mostra nel portale principale del tempio.

### Cupola
San Ciriaco vanta una delle più antiche cupole medievali d'Italia. Di forma ogivale con tamburo dodecagonale poggiante su una base quadrata decorata ad archetti, venne alzata nell'incrocio dei bracci nel XIII secolo; da alcuni viene attribuita a Margaritone d'Arezzo (1270). Rappresenta uno degli sporadici esempi nell'architettura del periodo, insieme alle venete Basilica di Sant'Antonio di Padova e Basilica di San Marco a Venezia, nelle quali si vede una cupola posta a coronamento di una chiesa, e non di un battistero. 
Nel XVI secolo venne realizzata la copertura in rame che ancor oggi la caratterizza nel panorama cittadino.

### Interno
L'interno è a croce greca a tre navate. Le colonne sono romane di reimpiego e terminano su bei capitelli, alcuni dei quali bizantini. Al centro della crociera è la slanciata cupola dodecagonale costolonata, con pennacchi sorretti da figure bizantineggianti di angeli oranti. La cupola poggia su pilastri cruciformi polistili; gli archi rampanti che la collegano alle pareti esterne hanno la peculiare caratteristica di essere posti all'interno e non all'esterno della costruzione, come di consueto negli edifici gotici; probabilmente ciò è stato attuato per non alterare l'armonia della costruzione romanica, già completa nel momento della costruzione della cupola. Il braccio longitudinale termina con il coro, oggi coperto dal settecentesco altare maggiore.
I bracci laterali dei transetti terminano con presbiteri sopraelevati su cripte e terminanti con absidi; il braccio centrale del presbiterio ha forse perso l'abside originale durante i lavori di ampliamento attuati nel XV secolo. Le navate centrali sono coperte da pregiate volte lignee a carena di nave rovesciata, tipiche anche dell'arte veneziana; queste volte sono dipinte a motivi geometrici e risalgono al XV secolo.

#### Braccio longitudinale
Si segnalano i seguenti monumenti sepolcrali collocati nel braccio longitudinale: 
- al termine della navata laterale sinistra, il monumento sepolcrale del Beato Girolamo Ginelli, pregevole opera del 1509 eseguita dall'artista rinascimentale Giovanni Dalmata e caratterizzato dall'epigrafe dettata da Cinzio Benincasa[30];
- all'inizio della navata laterale sinistra è il monumento al guerriero fermano Francesco Nobili (1530);
- al termine della navata laterale destra è il monumento al nobile anconetano Giovanni Ferretti (1558)[31].

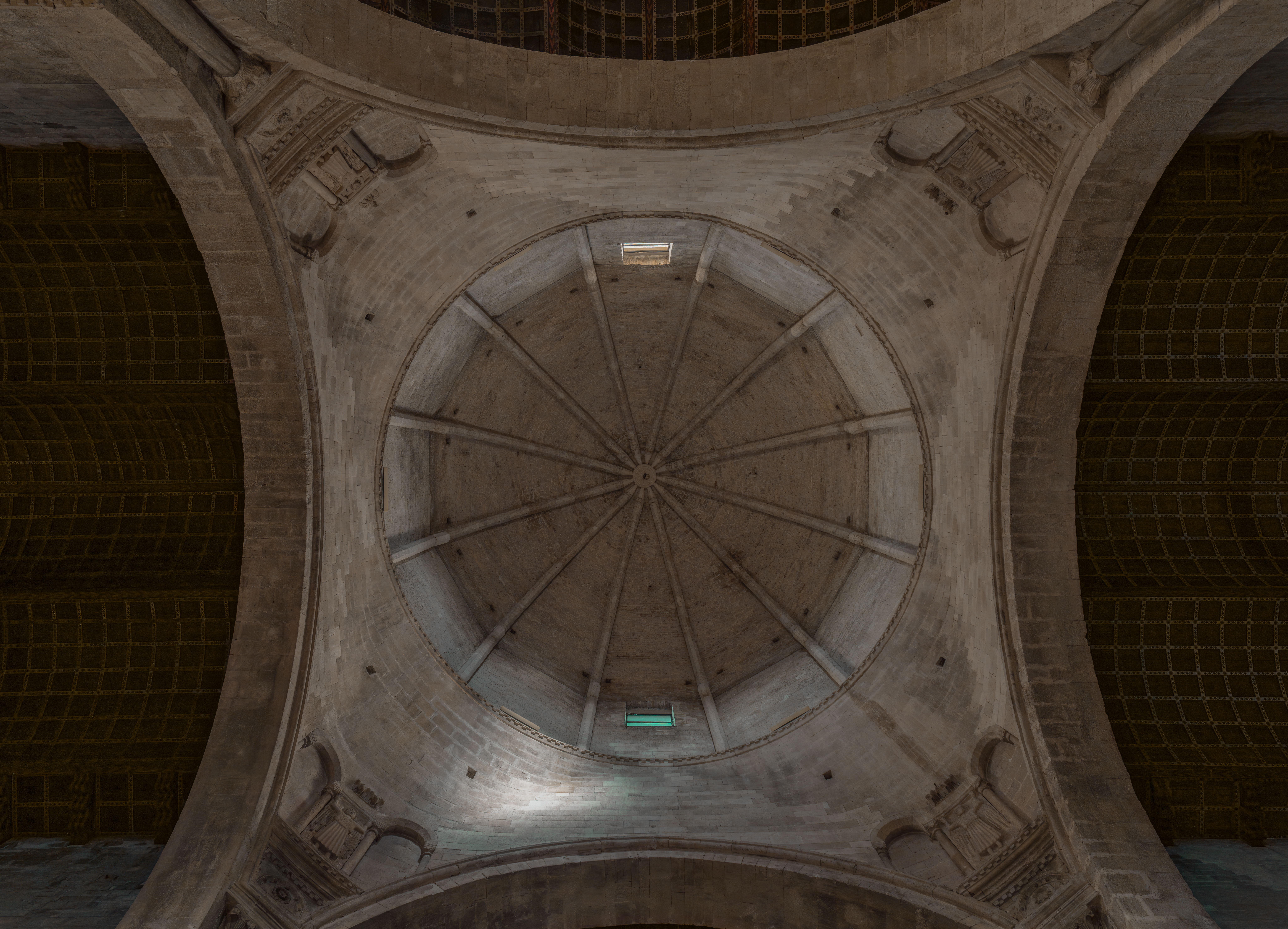
La cupola del XIII secolo.
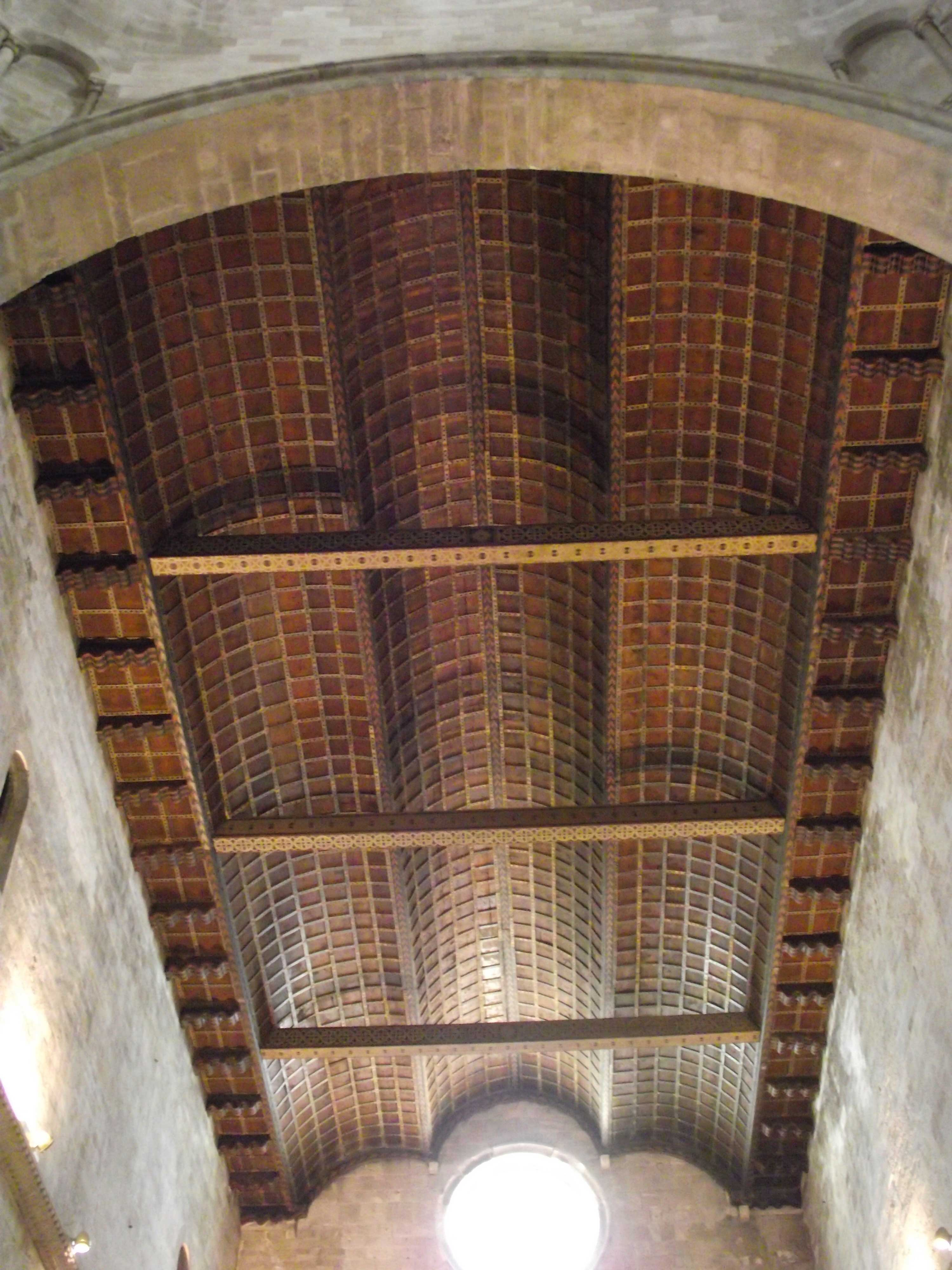
Le volte a carena di nave, del '400
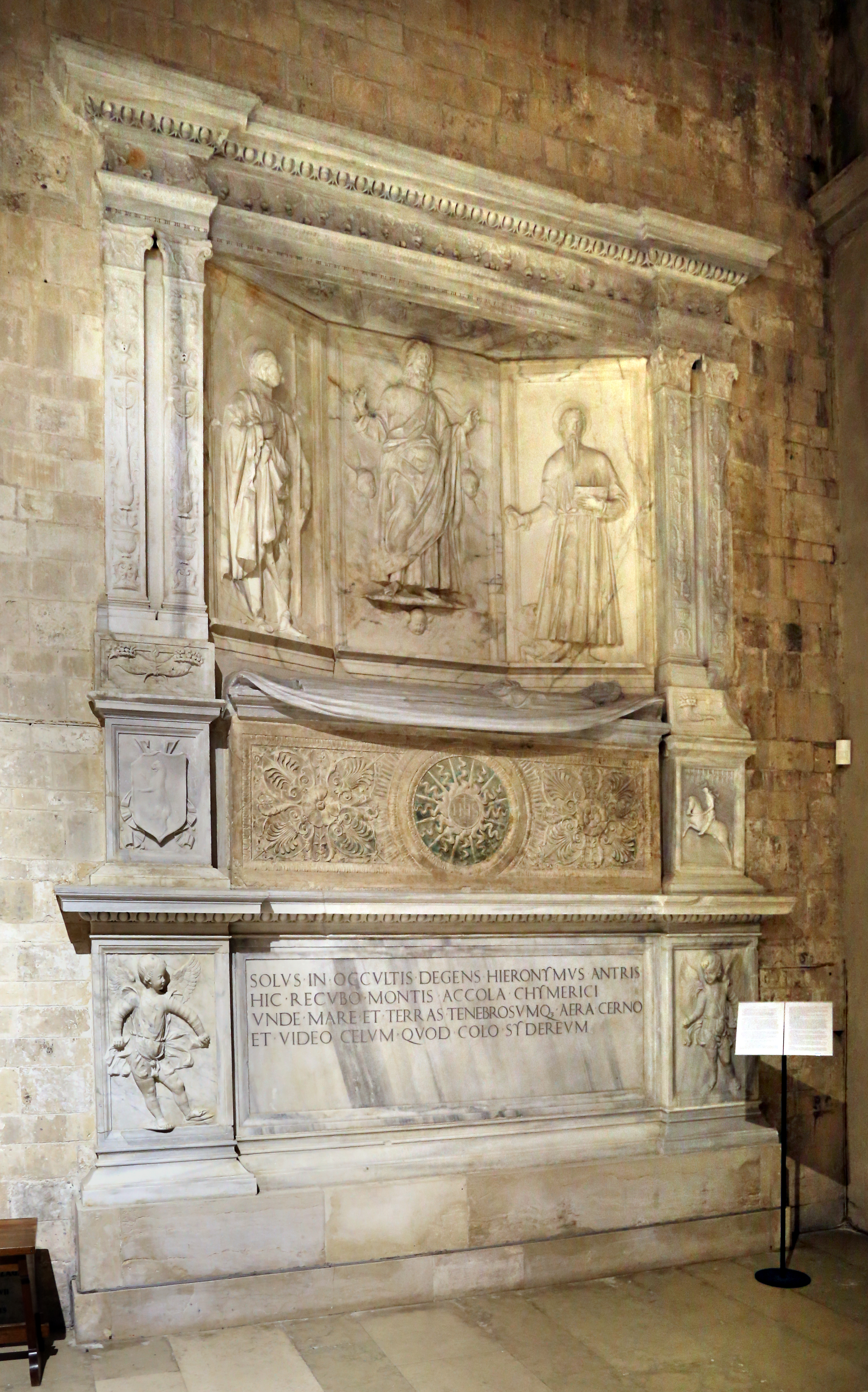
Monumento al beato Ginelli, 1509

#### Transetto destro
Il transetto destro ospita la Cappella del Crocifisso, i cui parapetti sono composti da preziosi plutei di arte bizantina, risalenti al 1189, opera di un maestro Leonardo. Essi riportano figure di santi, profeti e animali simbolici.
Le immagini a sinistra della scalinata sono: 
- Re David e la Vergine annunziata;
- Arcangelo Gabriele annunziante e San Giovanni Evangelista;
- Geremia e Abacuc;
- San Ciriaco.

Le immagini a destra della scalinata sono invece:
- Due fenici su un melograno;
- Aquila che tiene un coniglio tra gli artigli;
- Due pavoni affrontati su un albero, simbolo dell'umiltà, che sono stati scelti come simbolo dell'Università di Ancona;
- Due grifoni affrontati su un albero.

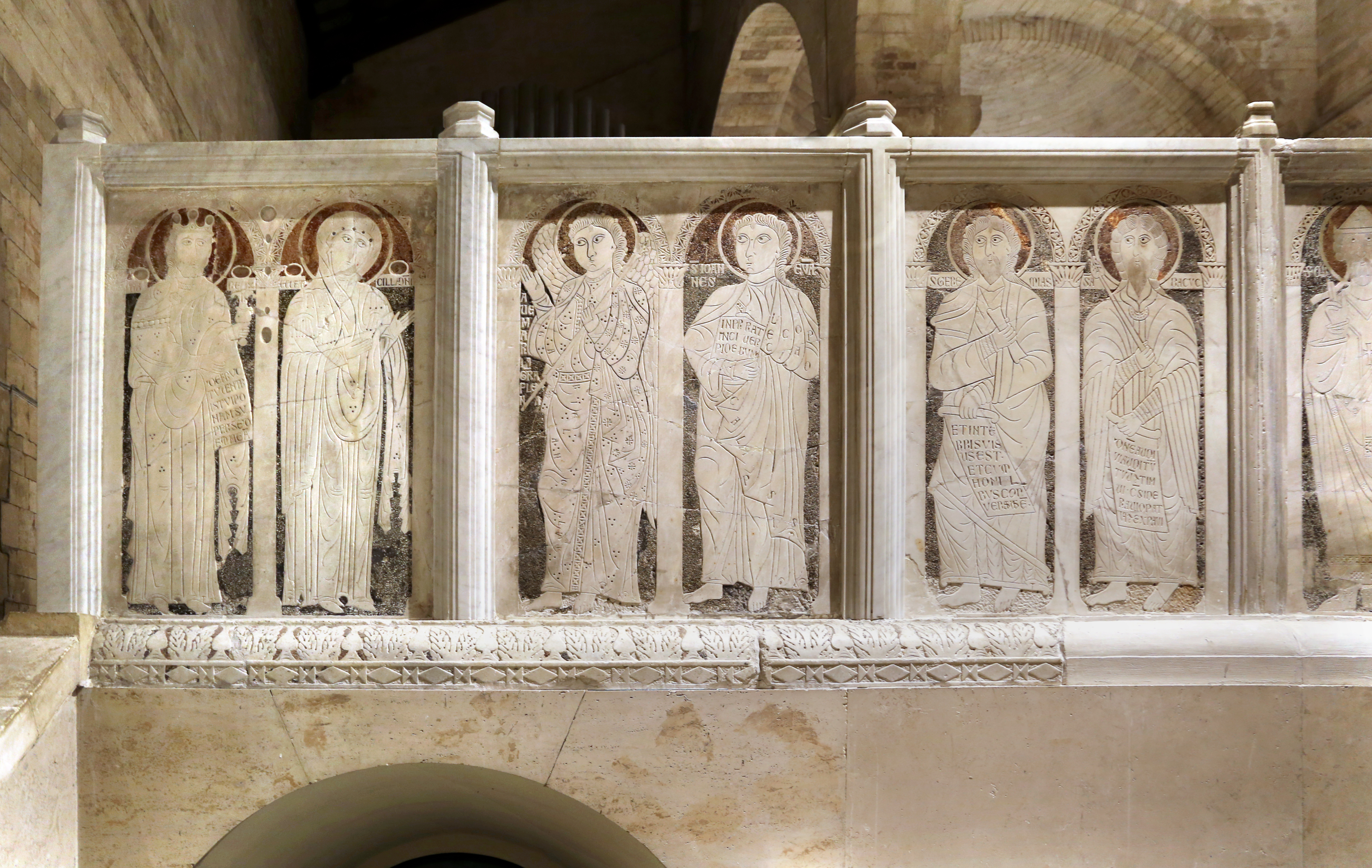
Plutei di sinistra (1189): Re Davide, Vergine Annunziata, Arcangelo Gabriele, San Giovanni Evangelista, Geremia, Abacuc.
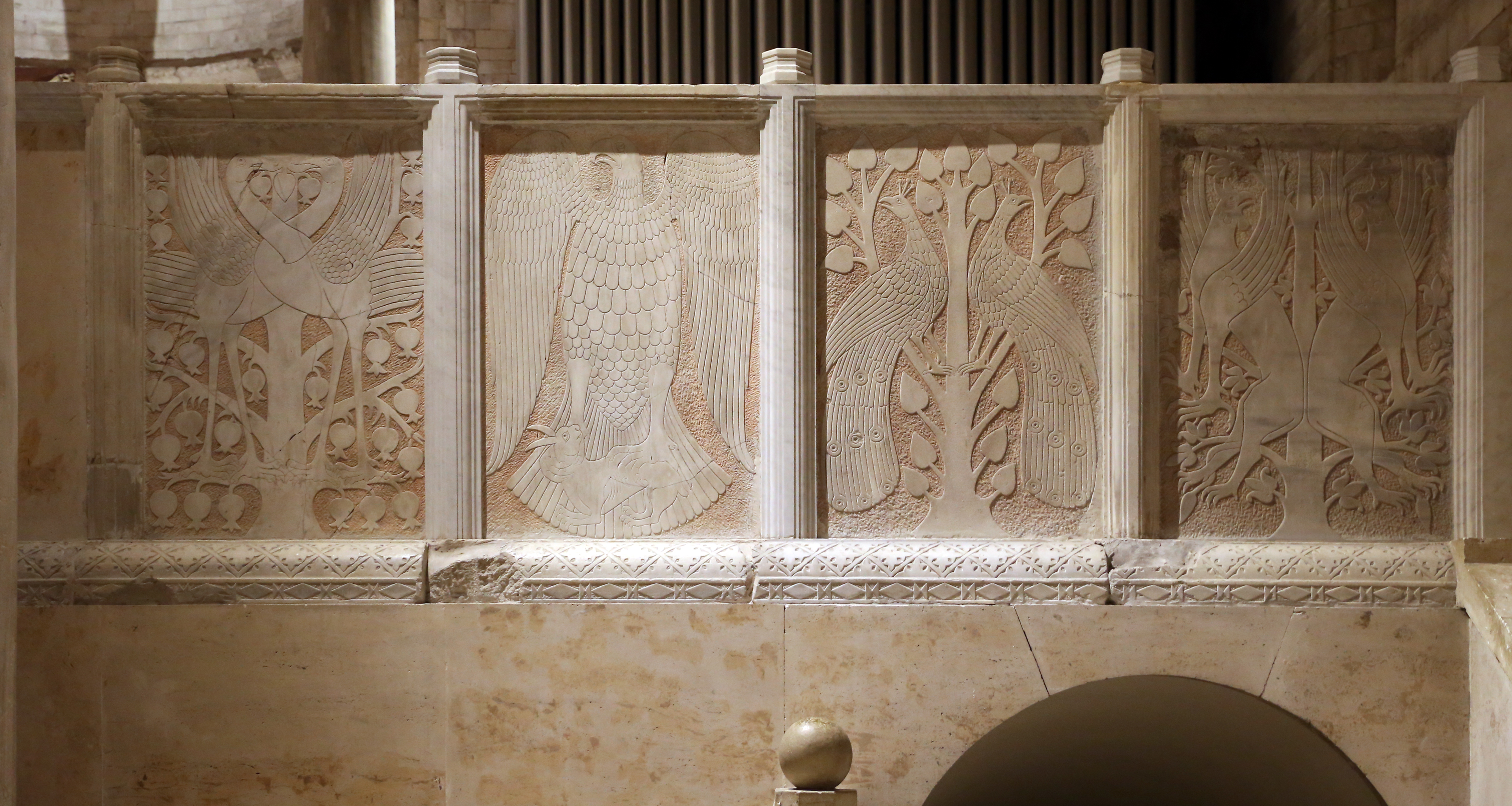
Plutei di destra: fenici, aquila e coniglio, pavoni, grifoni.
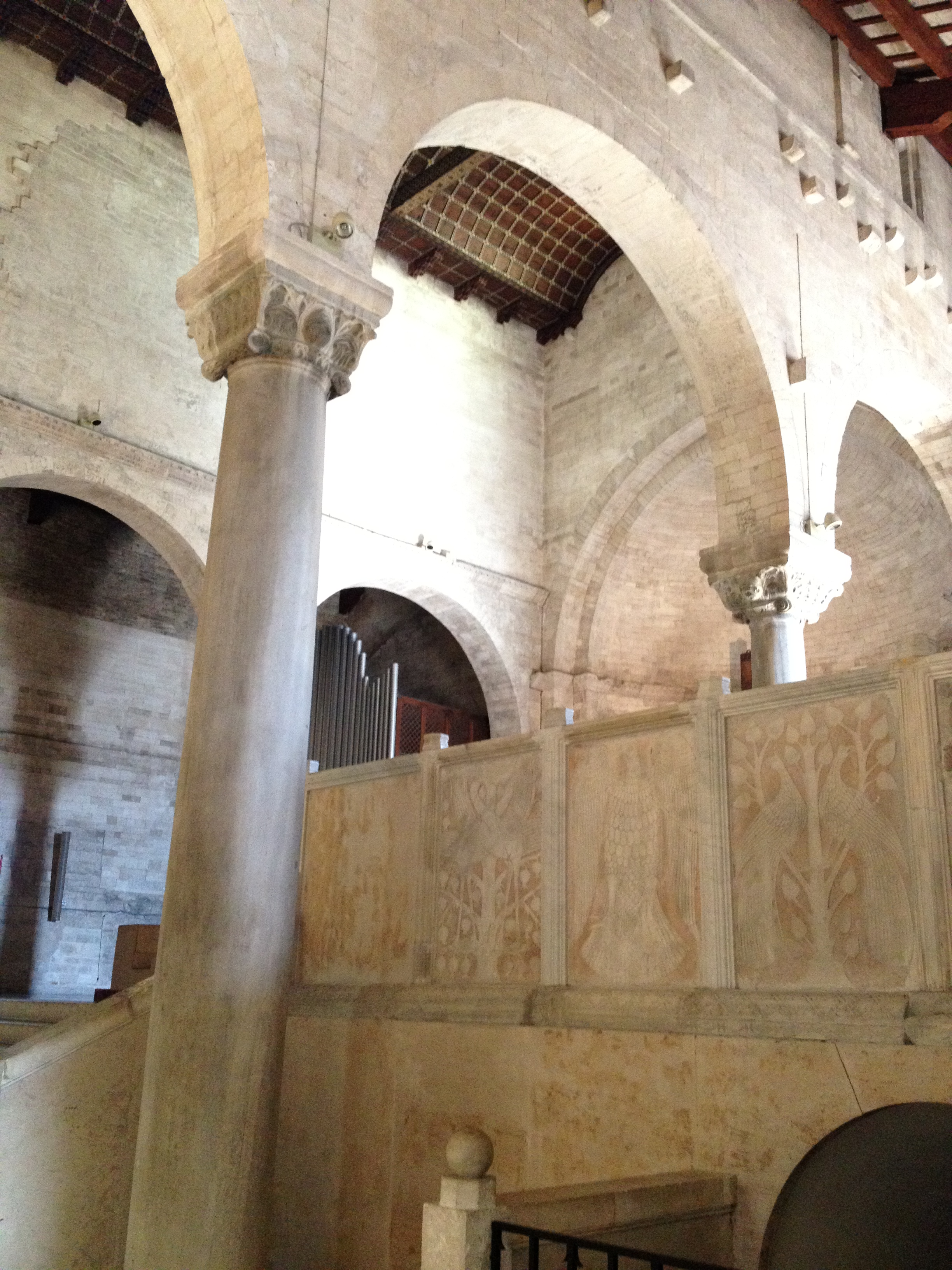
Braccio del Crocifisso
L'emblema dell'Università Politecnica delle Marche di Ancona, simbolo dell'umiltà necessaria all'uomo di Scienza, tratto da un'immagine presente sui plutei del transetto destro.

#### Transetto sinistro
Il transetto sinistro ospita la Cappella della Madonna, con sfarzosa edicola marmorea del 1739, opera dell'architetto Vanvitelli e ospitante la venerata immagine seicentesca della "Regina di tutti i Santi". Questa immagine venne donata da un mercante veneziano alla città come ex-voto per uno scampato naufragio al largo della città ed è stata al centro del miracolo mariano di San Ciriaco.

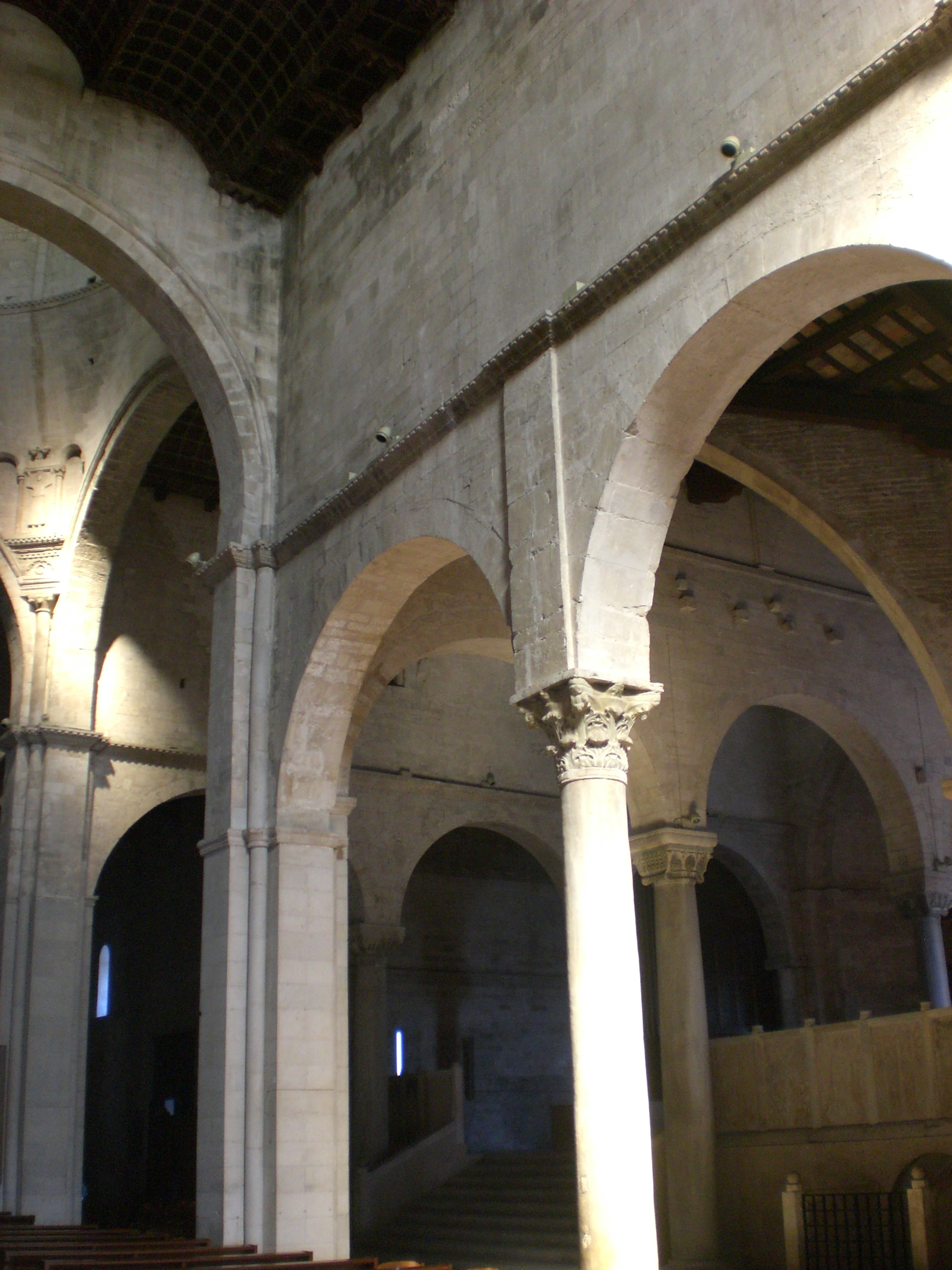
Soluzione d'angolo tra braccio longitudinale e transetto destro

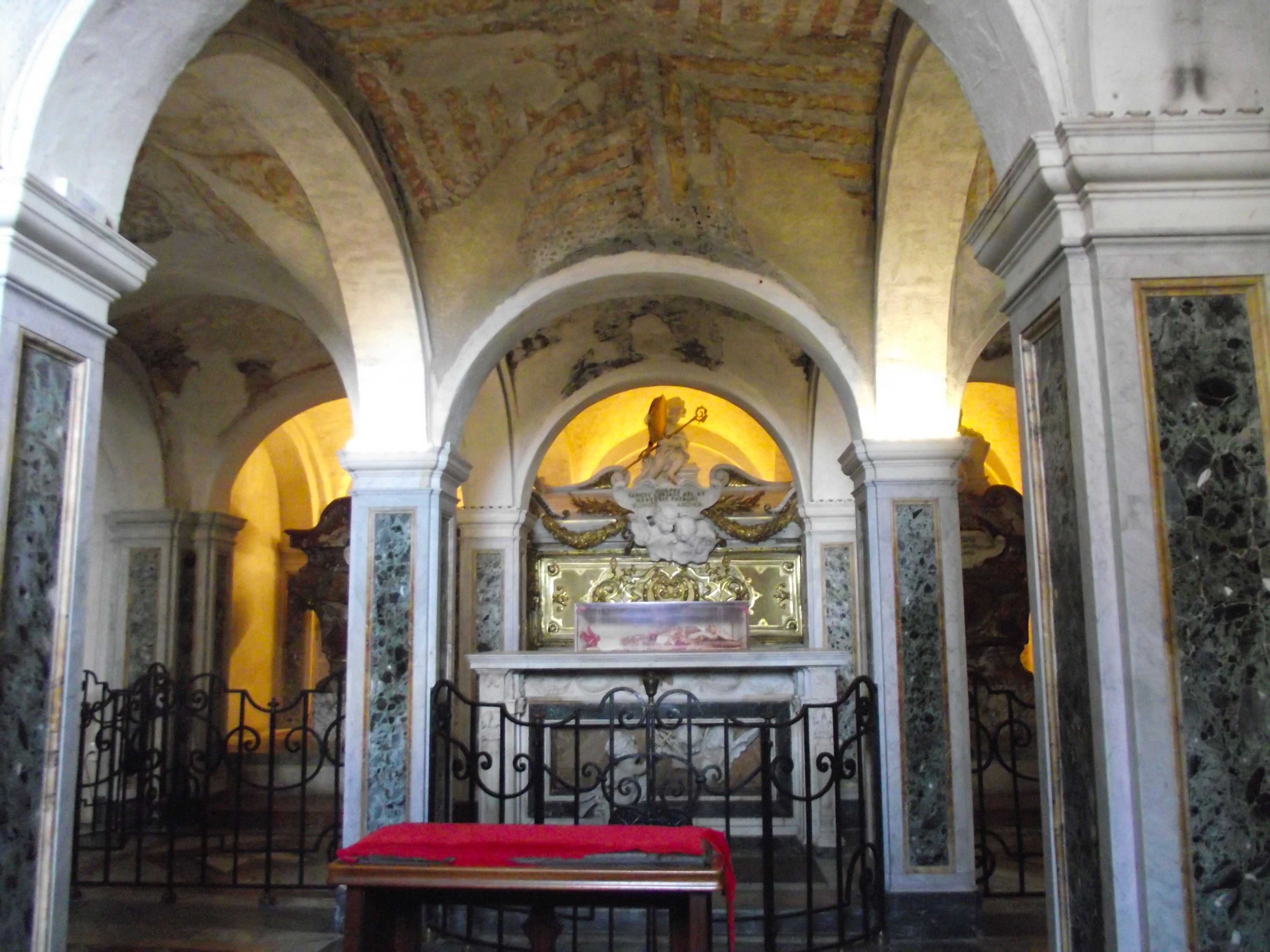
Interno della Cripta dei Santi Protettori

#### Le cripte

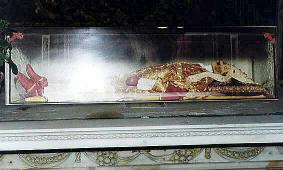
Il corpo incorrotto di San Ciriaco, vescovo di Gerusalemme, patrono di Ancona.

Nel duomo di San Ciriaco sono presenti due cripte, poste sotto gli altari laterali: la Cripta delle Lacrime e la Cripta dei Santi Protettori.
La "Cripta delle Lacrime" si trova sotto la cappella del Crocifisso, a destra rispetto all'ingresso,  conserva le tombe di alcuni dei vescovi della Diocesi di Ancona-Osimo. Fino al 1943 era la sede della prima raccolta di antichità cristiane, confluite dopo la guerra nel vicino museo. Venne devastata in seguito ai bombardamenti della seconda guerra mondiale, ed è stata ricostruita con i materiali originari. Da essa è possibile accedere alla zona archeologica del tempio di Afrodite e della basilica di San Lorenzo.
La "Cripta dei Santi Protettori" si trova invece sotto la cappella della Madonna Regina di tutti i Santi, a sinistra rispetto all'ingresso principale. È così detta perché contiene le spoglie dei santi patroni della città, custodite in preziose urne. Quella di San Ciriaco è in marmo imezio, quelle di San Liberio e San Marcellino, in diaspro tenero di Sicilia. In questa cripta sono conservate anche l'urna del beato Antonio Fatati e le ceneri di Santa Palazia. 
Le urne dei Santi Protettori furono disegnate e realizzate dallo scultore Gioacchino Varlè tra il 1757 e il 1760 con una fastosa decorazione a festoni bronzei dorati

### Le pitture
La Cattedrale non presenta una grande presenza di dipinti al suo interno; la maggior parte di questi si trova nella zona absidale, eccezion fatta per il miracoloso quadro della Madonna Regina di tutti i Santi, collocato nella rispettiva cappella.
Sull'altare maggiore si trova collocato Il Cristo Risorto, dipinto realizzato dal bolognese Ercole Fava, in sostituzione di uno stucco, raffigurante un soggetto analogo, di Pellegrino Tibaldi. Ai lati, sopra al retrostante coro ligneo, si trovano due tele del pittore anconetano Domenico Simonetti, detto il Magatta: L'incoronazione della Vergine Assunta e L'apparizione della vera Croce a San Ciriaco vescovo tra i Santi Marcellino vescovo, Liberio Monaco, Palazia e Lorenza.
Alla destra dell'altare maggiore, nella cappella di San Lorenzo, è collocato Il martirio di San Lorenzo. Il dipinto è la fedele copia dell'originale dipinto da Francesco Podesti, andato perduto in seguito ai bombardamenti del 1943.
Nella cappella del Santissimo Sacramento, a sinistra dell'altare, è collocata la tela di Filippo Bellini Celebrazione della S. Messa per le anime del Purgatorio, proveniente dall'altare della Cripta dei Santi Protettori e databile tra 1577 e 1585.
Sopra la porta che conduce alla sagrestia si trova invece la tavola Cinquecentesca di Luca d'Ancona, Madonna col Bambino e i santi Ciriaco e Primiano.
Era presente anche un dipinto di Piero della Francesca, uno Sposalizio della Vergine, sull'altare di San Giuseppe della cappella del SS. Sacramento, coperti di intonaco nel 1821.

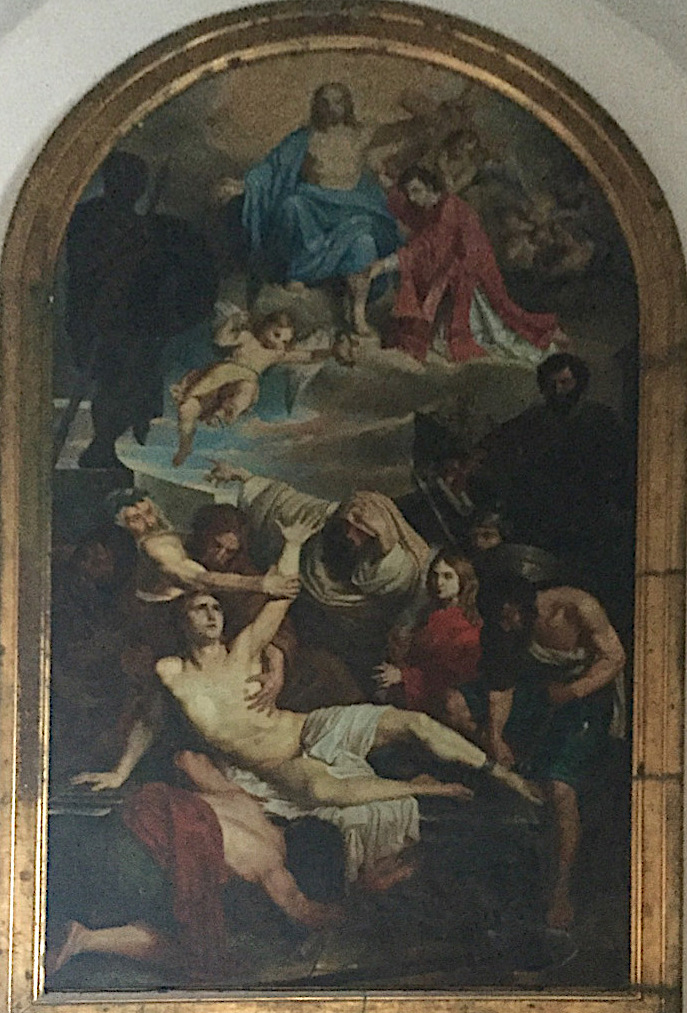
Polenti e Peruzzi, Martirio di San Lorenzo (copia dall'originale di Francesco Podesti, distrutto nel corso dei bombardamenti della Seconda guerra mondiale)
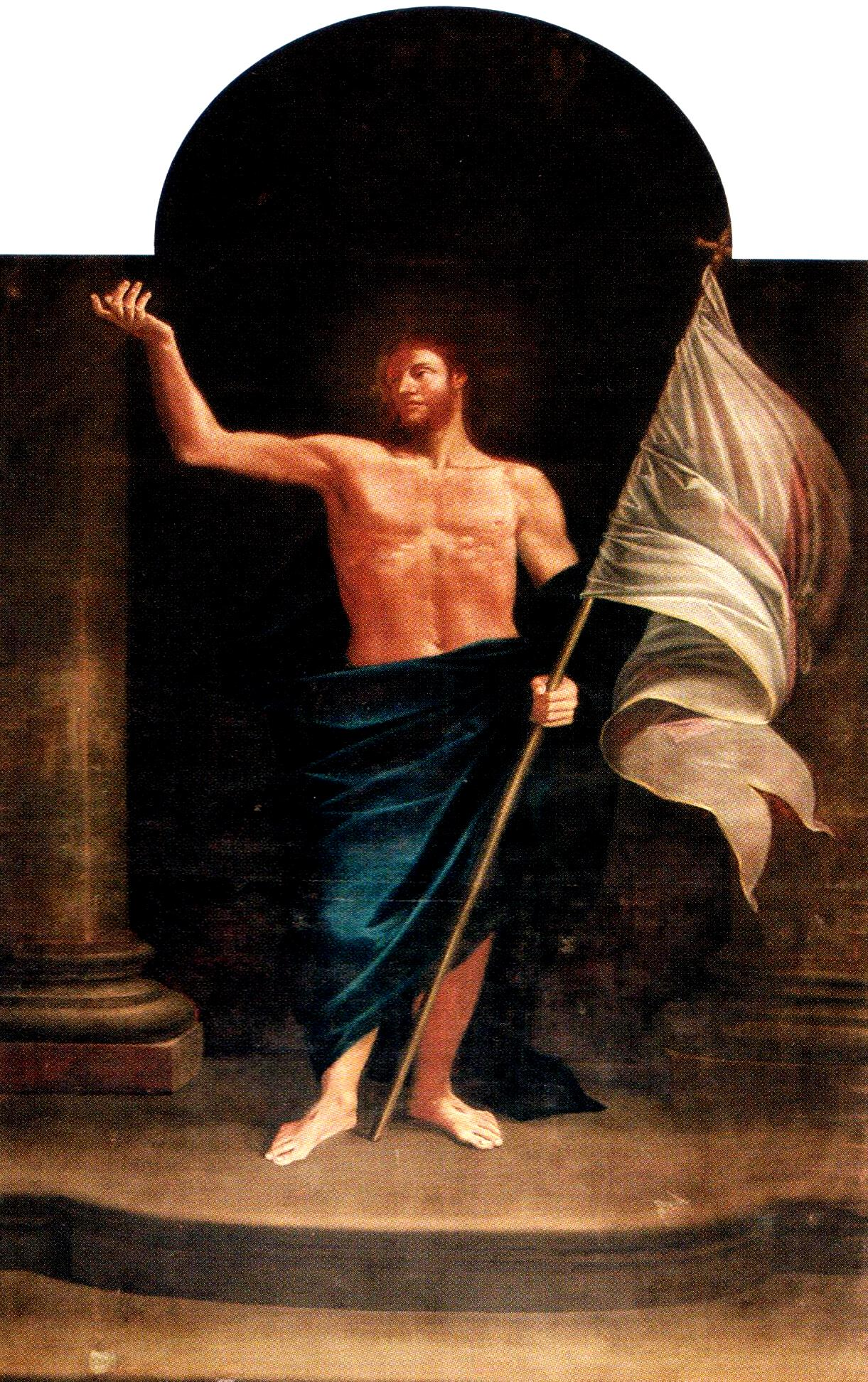
Ercole Fava, Cristo Risorto, 1731

## Prodigio della Madonna del Duomo

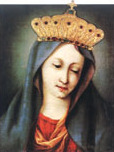
L'immagine miracolosa della Madonna Regina di tutti i Santi.

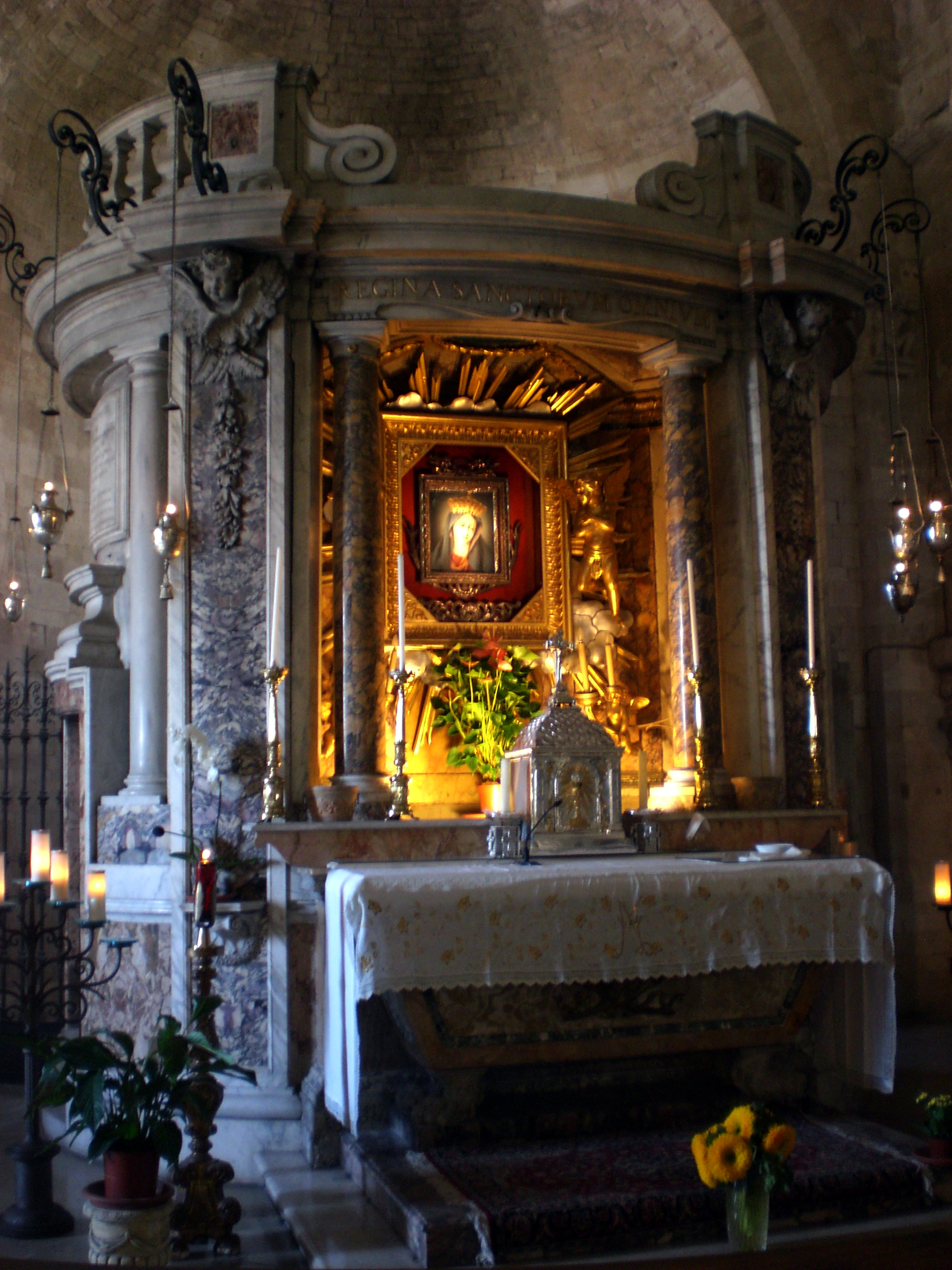
L'edicola della Madonna del Duomo di Luigi Vanvitelli

Il quadro della Madonna Regina di tutti i Santi, chiamata dagli anconetani Madonna del Duomo, fu donato alla Cattedrale di Ancona nel 1615 da un marinaio veneziano, come ringraziamento per aver salvato suo figlio dal mare in tempesta. Da allora il quadro della Vergine è oggetto di profonda devozione da parte di molti fedeli anconetani.
Alcuni cronisti parlano di un miracolo avvenuto la sera del 25 giugno 1796, davanti ad alcuni fedeli che stavano recitando le litanie alla Madonna. Secondo queste cronache il quadro avrebbe aperto gli occhi e sorriso, anche nei giorni seguenti. In quel periodo si era diffusa in città la notizia della vittoria di Napoleone Bonaparte e la firma dell'armistizio che prevedeva la cessione di Bologna, Ferrara ed Ancona e la possibilità, da parte dei francesi, di confiscare i beni della Chiesa.
In base alla testimonianza del Vicario Generale e di altri testimoni, la Chiesa cattolica, ancora sotto minaccia napoleonica, decise di interpretare il prodigio come una protezione dal cielo sulla città, sperando di rinforzare gli animi della fazione anti-francese.
L'11 gennaio 1797 Napoleone Bonaparte, arrivato ad Ancona, decise di non confiscare i gioielli e gli ornamenti del Duomo. Secondo alcuni storici ciò fu dovuto ad un mero calcolo politico: i francesi volevano evitare attriti con la fazione cattolica della città, cercando di trovare un accordo con essa. Tra l'altro un esponente della municipalità filofrancese, l'israelita Sansone Costantini sembra influì positivamente per la salvaguardia del simulacro, memore della reazione della gente del porto subita anni addietro a causa della rimozione da lui effettuata di un'immagine della Vergine già posta all'esterno di una casa che aveva acquistato. Per altri questa decisione fu presa per un intervento divino.
Il 13 maggio 1814 papa Pio VII incoronò il prodigioso quadro.

### Il furto del quadro
La notte tra il 16 e il 17 dicembre 1936 il quadro di Maria Regina di tutti i Santi custodito presso l'episcopio fu rubato da ignoti e ritrovato un mese dopo circa, spogliato degli ornamenti, nella cappella di Tor Mezzavia di Albano Laziale. Fu riportato ad Ancona il 31 gennaio 1937.

## L'immagine del Duomo come simbolo della città

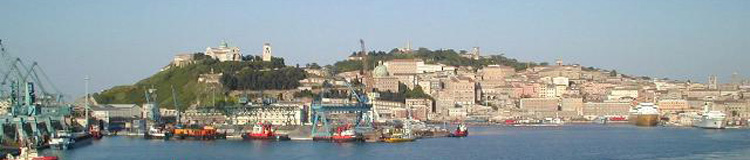
Il Duomo e i rioni storici della città visti dal porto

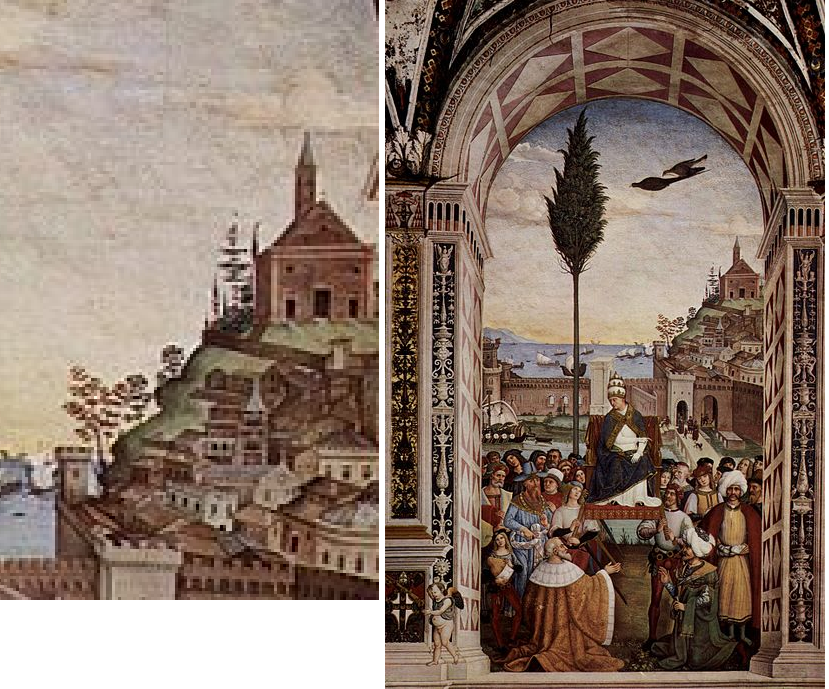
Il Duomo di Ancona nel dipinto del Pinturicchio, Libreria Piccolomini, Duomo di Siena

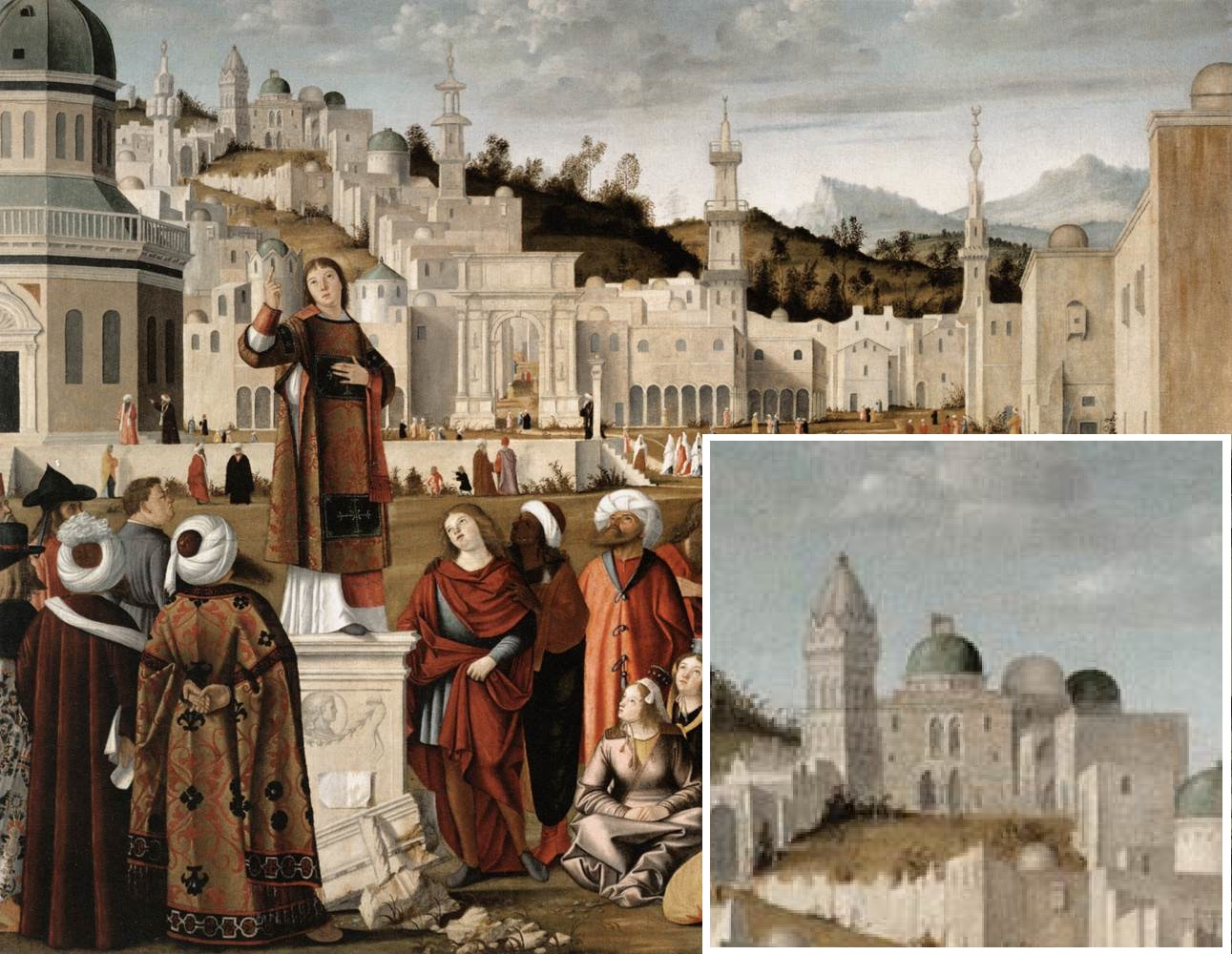
Il Duomo di Ancona nel dipinto di Vittore Carpaccio "Predica di santo Stefano"

La cattedrale di San Ciriaco è da sempre il simbolo religioso della città di Ancona, come l'Arco di Traiano ne è il simbolo laico; infatti, entrambi per la loro posizione affacciata sul mare rappresentano i primi punti di riferimento ragguardevoli della città che il viaggiatore nota avvicinandosi al porto. Ciò a maggior ragione fino al 1789, quando per volontà di papa Pio VI venne aperta la strada litoranea, chiamata in onore del pontefice Strada Pia (oggi Via Marconi e, poi, via XXIX Settembre), che consentì finalmente un agevole accesso da terra ad Ancona.
Fino a quel momento, a parte la ripida salita fino alla Porta Capodimonte (oggi non più esistente) sulla sommità del colle Astagno e l'ancor più ripida discesa dell'attuale Via Cialdini (che costituiva praticamente l'unico accesso ad Ancona via terra), il modo più semplice per raggiungere la città era dal mare.
La posizione inusuale del Duomo, sulla cima di una collina protesa sul mare, l'ha trasformato in un sorta di faro che, oltre a rassicurare i naviganti di stare per raggiungere un approdo sicuro, spargeva tutt'attorno la luce della spiritualità che da esso si promanava.
Questa caratteristica della cattedrale anconetana non poteva non impressionare gli artisti, sempre alla ricerca di elementi da utilizzare a scopo simbolico nei loro dipinti, e ciò anche quando questi elementi non erano frutto di un'osservazione diretta, ma di racconti riferiti da terzi.
Il dipinto "Pio II giunge ad Ancona per dare inizio alla crociata", facente parte del ciclo dedicato alla vita del papa Enea Silvio Piccolomini, affrescato dal Pinturicchio tra il 1502 e il 1507 nella Libreria Piccolomini del Duomo di Siena, ricorda l'ultima impresa di Pio II che, ormai vecchio e ammalato, il 18 giugno 1464 si recò da Roma ad Ancona per condurre di persona l'esercito destinato a partire dal porto dorico per la crociata da lui promossa, vincendo la ritrosia dei principi europei, contro i Turchi Ottomani che avevano conquistato definitivamente Costantinopoli e stavano per prendere possesso di tutto l'Impero bizantino, sotto la guida di Maometto II. Esercito crociato che poi, a seguito della morte del papa ad Ancona il 14 agosto 1464, immediatamente si sciolse.
Il pontefice è mostrato sul trono, mentre sembra impartire degli ordini. La tradizione riconosce vari ritratti nell'affresco: a sinistra, il doge veneziano Cristoforo Moro inginocchiato e Tommaso Paleologo, desposta spodestato di Morea, in piedi con un copricapo azzurro e la lunga barba rossa; a destra, i dignitari orientali Hassan Zaccaria, principe di Samo spodestato, in ginocchio, e, in piedi, Cem, il figlio del sultano tenuto come ostaggio a Roma.
Alcuni sostengono che Pinturicchio copiò le vesti orientali dai disegni che Gentile Bellini fece a Costantinopoli durante un suo viaggio; in realtà la stessa corte pontificia dell'epoca avrebbe potuto offrire a Pinturicchio lo spunto con la presenza di numerosi ospiti esotici.
Sullo sfondo ci sono il porto di Ancona, con le galee veneziane in arrivo dal mare, le mura trecentesche della città e l'arco di Traiano, e il Colle Guasco con sulla sommità la cattedrale di San Ciriaco, che il pittore perugino rappresenta in forma fantastica, in stile rinascimentale, privandola della caratteristica cupola bizantina e dei suoi caratteri più gotici e inserendo un altissimo campanile.
Più fedele all'originale sono le rappresentazioni del Duomo dorico nei dipinti di Vittore Carpaccio.
Nella "Predica di santo Stefano" del 1514, oggi conservato al Museo del Louvre di Parigi, parte del ciclo dei cinque teleri (di cui uno perduto) eseguiti dal pittore veneto per la Scuola di Santo Stefano di Venezia, dietro il Santo che predica in piedi su un rudere di una struttura architettonica, è ritratto un insieme di edifici all'orientale intonacati di bianco, con cupolette e altre invenzioni architettoniche, che dovrebbe rappresentare una Gerusalemme di fantasia. Tra questi edifici è riconoscibilissimo l'anconetano arco di Traiano, così come nella struttura con cupola e torre al fianco in cima alla collina è agevole individuare un'immagine rielaborata della cattedrale di San Ciriaco.
Oltre ai due citati dipinti, i più famosi per l'importanza degli autori, il Duomo di Ancona è stato raffigurato innumerevoli volte da artisti locali o nelle mappe illustrate della città.

## Eventi bellici

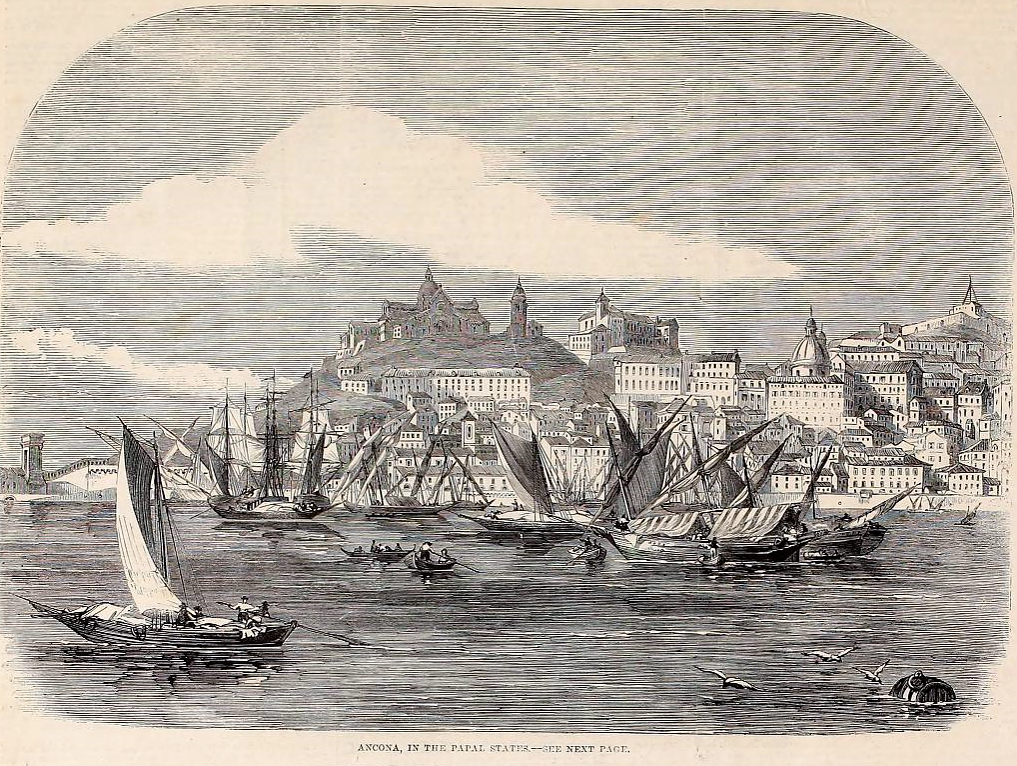
Il Duomo di Ancona nel 1860

La vicinanza al porto e il suo ruolo di simbolo della città causarono al Duomo le distruzioni di cui fu oggetto durante i due conflitti mondiali.
Già durante l'assedio di Ancona del 1860 la cattedrale potrebbe essere stata oggetto di lesioni attribuibili ad alcuni tipi di proiettili conici usati nel corso dell'attacco piemontese alla città.

Il Duomo di San Ciriaco danneggiato dal bombardamento navale austriaco del 24 maggio 1915. Sulla destra della foto l'organo del Callido irrimediabilmente danneggiato.

All'alba del primo giorno del conflitto tra Italia ed Austria nella prima guerra mondiale, il 24 maggio 1915, la marina imperiale austro-ungarica si mosse dal porto dalmata di Pola e, giunta davanti alla costa adriatica italiana inflisse gravi danni alle città rivierasche, del tutto impreparate a fronteggiare tale attacco-lampo. Il porto e la città di Ancona, importante centro militare della Regia Marina, subirono un pesante bombardamento dal mare, dalle quattro alle sei del mattino, ad opera del cacciatorpediniere Dinara e della nave silurante Tb 53T, a seguito del quale morirono 63 persone, tra militari e civili italiani. Gli austriaci colpirono il cantiere navale e la cappella del Santissimo Sacramento del Duomo di San Ciriaco, che venne seriamente danneggiata da otto cannonate austriache.
Dopo quella del 16 ottobre 1943 il 1º novembre i bombardieri alleati effettuarono un'ulteriore incursione aerea sul centro storico di Ancona: tre grosse formazioni di 24 apparecchi quadrimotori ciascuno, per più di un'ora bombardarono la città.
In un solo giorno morirono 2.000 persone e venne distrutta un’ala della Cattedrale di San Ciriaco.
I danni subiti dalla Cattedrale di San Ciriaco vennero evidenziati in un francobollo della seconda serie propagandistica "Monumenti distrutti" di 10 valori più un espresso, emessa dalle Poste della Repubblica Sociale Italiana tra l'agosto 1944 e il marzo 1945. La prima tiratura del francobollo fu stampata il 27.10.1944 in 2.000.000 di esemplari su fogli doppi da 100 pezzi l'uno, in rotocalco senza filigrana, dalla sezione di Novara dell'Istituto Poligrafico dello Stato, in color seppia, valore 5 centesimi.
Ancora oggi sul Duomo di Ancona, lato cantiere navale, si possono vedere alcune lesioni belliche apparentemente riferibili a danni da schegge da bombardamento, che potrebbero risalire al periodo relativo al secondo conflitto mondiale.

## Il Duomo nel filmOssessione

Ancona, cattedrale di S. Ciriaco - foto di scena del film Ossessione di Luchino Visconti

Nel film Ossessione, capolavoro di Luchino Visconti (1943), considerato il primo film neorealista, una delle sequenze centrali è stata girata sul piazzale del Duomo.
Il protagonista Gino (Massimo Girotti) e il suo amico "lo spagnolo" (Elio Marcuzzo) si siedono con le gambe a penzoloni sul muretto del belvedere del piazzale del Duomo. Lo sguardo sognante di Gino, perso a scrutare l’orizzonte lontano alla ricerca di uno spazio interiore nel quale rifugiarsi e porre fine alla sua esistenza vagabonda, riassume forse l’aspetto peculiare dell’Ancona cinematografica: città di mare, levantina, terra di confine di una geografia ideale, linea di cesura tra la nebbiosa Pianura Padana e il caldo Mediterraneo che qui inizia a manifestarsi compiutamente. Da qui, dal sagrato del Duomo medievale di San Ciriaco, dall’alto del colle Guasco, la macchina da presa scorre in panoramica sulle banchine del porto ingombro di traghetti e navi passeggeri. Quindi il porto, non-luogo per antonomasia, diviene, con il suo bellissimo anfiteatro naturale, riferimento filmico ricorrente, margine tra la terra e il mare, limite estremo, quello che nella fuga di Gino sarà anche porta d’ingresso verso un dramma esistenziale che troverà la sua conclusione nella tragedia.
Nello sfondo dell'inquadratura si nota sul colmo del tetto della cattedrale un personaggio vestito di chiaro, in compagnia di alcuni operai: si tratta dell'allora trentacinquenne Riccardo Pacini, soprintendente ai monumenti che proprio nel 1942 fu richiamato ad Ancona per guidare le attività a protezione e salvaguardia degli edifici dorici dal rischio dei bombardamenti. Del Duomo venne "imballato" il protiro principale, ed "evidenziato" il tetto del braccio sopra il coro con un rettangolo orlato di giallo con all'interno due campi bianco e nero suddivisi da diagonale (simbologia per segnalare gli edifici monumentali, come le croci bianche sui tetti per gli edifici di genere sanitario ed ospedaliero). La sequenza del film continua e, con essa, questo sguardo cinematografico su Ancona, quasi un lungo piano-sequenza, che riprende il campanile del Duomo e l’edificio che gli stava accanto (oggi non più esistente) incluso negli antichi annessi di servizio alla cattedrale e addossato all’impianto probabilmente parte della chiesa medievale di Santa Maria di Nazareth. Lo sfondo e le soggettive cambiano continuamente: viene inquadrata la parte superiore dell’antica chiesa di Santa Maria in Curte, distrutta, pochi mesi dopo le riprese, dal pesante bombardamento aereo alleato del 1º novembre 1943 (che causerà centinaia di vittime), così come alcune vie dei rioni di Ancona affacciantisi sul porto che fanno da sfondo ad altre scene del film.
Con il prezioso supporto della memoria filmica Visconti ha potuto fissare su pellicola immagini della fiera di San Ciriaco, di salite, scalinate e di alcuni dei luoghi più antichi e caratteristici del centro storico di Ancona non più visibili altrimenti, per cui il film è divenuto una preziosa testimonianza visiva di come si presentava la città prima che la guerra ne modificasse l'aspetto.